# 釘宮理恵
釘宮 理恵（くぎみや りえ、1979年5月30日 - ）は、日本の女性声優、歌手。所属事務所はアイムエンタープライズ。大阪府生まれの熊本県熊本市育ち。

## 来歴

### 生い立ち
子供の頃から人前で話すことが苦手であり、人見知りだった。幼い頃から物語やファンタジーが好きであり、小学生の頃から表彰されており、年間何100冊も図書館で本を借りて読んでいた。当時は小説を読んでおり、図書館などの司書を目標にしていた。
高校時代は放送部と生徒会に所属していた。中学時代は放送部での活動ができず、その想いを高校での部活動で開花させた。放送部の活動では、学校行事でアナウンスを担当していたが、ある時同級生から「司会が上手だったね」とほめられ、マイクの前で話す仕事を意識し始めた。仲間の1人に本格的に発声などを勉強していた人物がおり、大きく影響を受けていた。声優になろうと決めたのは高校1年生の時であり、初めて声優雑誌を買ったところオーディションの記事が掲載されていたという。中学生の頃から、持ち前の個性的な声を聴いていた友人に「声優になれば？」と言われてきたという。両親は「アナウンサーにでもなれば？」と勧めてもらっていたが、昔から物語を読むのが好きだったため、声優を選ぶ。
1997年、日本ナレーション演技研究所主催の第1回声優サマースクールにて、アイムエンタープライズ&私たち翔びます賞を受賞。その時は「やりたいことをやるのだから自分のお金で」とファミレス、弁当屋でアルバイトをしていた。お金がたまってから再び声優雑誌を買っていたところ「お、これを今度こそ受かればいいんじゃない?」のようなオーディション記事が掲載されており、それを受けるために夜行列車で熊本から上京。その際、往復の交通費で貯金をかなり使ってしまったため、「落ちたらどうしよう!?」と心配になったが、結果は合格。熊本に戻って、「決まったので上京します」と親に言っていたところ「そこまで自分でやったんなら、もう好きにしていい」という感じだったという。その後、ヴォアレーブを経て、アイムエンタープライズ所属となる。

### キャリア
1998年、ゲーム『étude prologue 〜揺れ動く心のかたち〜/SS版』（佐伯悠見役）で声優デビュー。当時は精一杯しており、田舎から出てきた状態だったため、ほとんどレッスンをする間もなく収録に臨んでいた。芝居のことは全くわからなかったため、手探り状態で書いてある文字を読んでいるような感じだった。
収録で手応えなどは全くなく、緊張しており、不安になるばかりだった。その時に「声優に向いていないのかも」と落ち込んでいたが、その作品では、イベントがあり、色々な会場でファンに会う機会があり、「応援しています！」と言ってくれた。それで、「私はこんなにダメなのに、応援してくださる方がたくさんいるんだ！」ということで、嬉しかったという。その人物たちの期待に応えるためにも、「いまはダメだけど、もっともっと上手になりたい」と思ったという。
2008年、第2回声優アワードにおいてサブキャラクター女優賞を受賞。また、翌2009年の第3回声優アワードでは主演女優賞を受賞した。

### 現在まで
2013年5月30日、公式ブログをスタートする。
舞台出演にも積極的でいくつかの舞台および朗読劇に参加している。
2022年5月30日の自身の誕生日に、Twitterにて公式アカウントを開設した。

## 人物
性格としては、シロクロはっきりつけないとイヤなタイプで、ワガママで強者の意見を言ってしまうという。2015年に諏訪道彦に会った時は、諏訪によると全然明るくニコニコ魅力的だったと語る。
一人称は「理恵」または「私」と呼ぶのが大半である。
尊敬する先輩は「どんな人にもプロであるがゆえのステキなトコロを見出せる」という理由で出会う人物全員だという。
妹がいる。

### 特色
音域はA - C♯。
役柄としては、声優になってからは特徴ある子供=少年や少女、ツンデレ女子から男子キャラまで幅広い声で活躍している。デビュー当初から声質を活かして、幼年から10代の少女役を主に演じる。後に『十二国記』の泰麒、『鋼の錬金術師』シリーズのアルフォンス・エルリックといった少年役にも起用されたことで演技の幅を広げ、様々なキャラクターを担当するようになっていった。
『ゼロの使い魔』シリーズのルイズや『ハヤテのごとく!』シリーズの三千院ナギなど、ツンデレ系ヒロインを複数の作品で担当しているほか、『ワンセグTV SEGNITY』（いわゆるツンデレTV）、『ツンデレカルタ』、『∞プチプチ ぷち萌え』といったツンデレ、萌えの要素をもつ商品に起用されるなど、「ツンデレの女王」という異名もある。
特に少女キャラクターを演じる場合の釘宮理恵の声には独特の愛嬌と依存性があるとされており、その声に愛着を感じたファンの挙動などは、釘宮理恵に対する（しばしば度を越した）支持を表す“釘宮病”（釘宮ウイルス過敏性大脳皮質炎、Kugimiya Virus Hypersensitive Cerebral Corticalitis）というネットスラングで形容されることが多い。
役作りは原作がある場合は原作を読み、セリフをその場で口にしながらという感じだという。「これは重要なセリフだな」と思った場合、納得するまでしっくりくる喋り方を捜し、ぴったりくる場所を捜す感じだという。自分に近いと演じやすく、遠いと演じにくいものであるが、釘宮の中の理解を超える考えかたを持っているキャラに出会うことも増えてきた。しかし2009年時点では、逆にそういう考え方を「私がもらってしまえばいいんだ」と思うようにしている。
演じることの醍醐味として、現実の限界をさらに超えて、色々な経験ができることを挙げている。例えば役を演じることにより現実ではありえない感情をぶつけ合ったりなどしている。演じているキャラが限界を超えている精神状態に置かれていたら、自身も「超えていたい」と思っている。セーブしてしまうのではなく、そのキャラも熱を持っているため、テレビの前で見ているファンに向かい、「このキャラはこれだけ感情が高ぶっている！」というエネルギーを伝えたいという。

### 趣味・嗜好
甘い酒が好き。好物は、ライチ・レバ刺し・麺類。中でも特にレバ刺しが大好物で、高橋美佳子のラジオ番組『美佳子@ぱよぱよ』にゲスト出演時、クイズコーナーで全問正解のご褒美に「1年分のレバ刺し」と希望したが、法改正によりレバ刺しが食べられないようになったため、現在は「お肉全般」としている（『ノイタミナラジオ』より）。逆に嫌いな食べ物は椎茸とネバネバしたもの（特に納豆やオクラ）である。また、健啖家である。
好きな映画は『少林サッカー』。アニメは『鋼の錬金術師』で、作中で最も好きなキャラクターはヴァン・ホーエンハイム。「一途な愛を捧げていた純なところが好き」と語っている。その他の全般的なキャラクターでは眼鏡をかけたキャラクター。
初めて買ったCDはWinkのベスト・アルバムで、ムチャクチャ聞いており、カセット付きマイクでよく歌っていたという。
趣味はガーデニング で、ペットにはヨークシャー・テリアを2匹飼っている。

### 交友関係
同事務所の田村ゆかり、中原麻衣、植田佳奈、斎藤千和、高橋美佳子、桑谷夏子、仁後真耶子や白石涼子、那須めぐみ、三瓶由布子、小清水亜美、渡辺明乃、儀武ゆう子、沢城みゆきと親交が深い。また、『ハヤテのごとく!』、『灼眼のシャナ』シリーズで共演した生天目仁美や伊藤静とも仲が良い。豊口めぐみと漫画家の藤井みほなと「ミュージカル同盟」を組んでいる（『超GALS!寿蘭』つながり）。
『鋼の錬金術師』、『ヘタリア』で共演した朴璐美と仲が良く、二作品とも作中で朴が兄役、釘宮が弟役であるため、朴のことを「兄さん」と呼ぶことがある。『鋼の錬金術師』で釘宮が演じるのは鎧の体の少年という特殊な役柄であるため、収録中は声にエフェクトをかけるための特別ブースに一人でいることが多かったが、終盤では朴と同じ場所で収録をできるようになり「同じ空気を振るわせあっているという感じが、演じていてすごく心地よかった」と述べている。
『超GALS!寿蘭』で共演した声優からは、当時それぞれに付けられた愛称で呼ばれることが多くあり、阪口大助、神谷浩史からは「くぎみー」（柿原徹也、中村悠一、白石涼子らもこの愛称を使う）、鈴村健一からは「だっちゅ」（キャラクターの口癖から）、豊口めぐみからは「サヨ」（キャラクター名から）と呼ばれている。

### エピソード
2001年7月から放送されたインターネットテレビ番組『釘宮理恵のSister Communication』で、自身初の冠番組にして単独パーソナリティーを務めた。この番組では、番組のコンセプトである「視聴者＝兄（もしくは姉）、釘宮＝妹」という設定を演じつつ、番組を仕切らなければならなかったが、多少のハプニングこそあったものの、最終回まで徹底して務めた。
『THE IDOLM@STER』では水瀬伊織役を演じているが、伊織に初めて出会った時は「オデコ出してるなあ」という印象だった。収録をしていく中で当時のディレクターには「子犬がキャンキャン足下でじゃれついてる感じ」と言われていた。その時に釘宮は「なるほど、私がこんなに全力で怒ったり怒鳴ったり、『もうダメダメね』とか言ったりしても、それがみんなにはかわいく感じてもらえることもあるんだ、不思議だなあ」と思っていた。その後、ライブに参加したり、長く演じていくにつれ、「気持ちが前向きで頑張り屋さんで、カッコいい女の子だなあ」という印象が強くなっていったという。『THE IDOLM@STER』のオーディション時、歌唱のオーディションもあり、釘宮はプッチモニの歌を披露した。
WEBラジオ番組『ゼロの使い魔 on the radio 〜トリステイン魔法学院へようこそ〜』では、相方の日野聡との漫才コンビのような掛け合いを見せ、人気を呼んでいた。
『とらドラ!』のオーディション時、監督の長井龍雪は当初「ツンデレ」と呼ばれるのが嫌で、釘宮を落とすつもりでいたが、実際にオーディションを行い、釘宮の演技を聞いた際に「すみません、負けました」と思い、逢坂大河役が決まる（とらドラ！スタッフに依る同人本「おつかれさまでした！の本」より）。
2010年1月、自身の関連書籍の販売促進のサイン会が台湾で行われたが、地元ファン約1000人が殺到して混乱状態となり、酸欠などのけが人が出るなどして現地メディアなどで報道された。
ライブやイベントなどで担当した主題歌やキャラクターソングを歌うことは滅多に無いが、アイドルマスターのライブには度々出演している。
2013年放送の『ドキドキ!プリキュア』に本編途中で加入する新キャラクター、 円亜久里/キュアエース役を演じる。釘宮がプリキュアシリーズに出演するのは2007年の『映画 Yes!プリキュア5 鏡の国のミラクル大冒険!』でキュアレモネードの偽物であるダークレモネードを演じて以来 で、演じることについて釘宮は「心からうれしく、そして幸せな気持ちでいっぱいです。キラキラ輝けるよう、精いっぱい体当たりで頑張ります」「大役をいただいての途中参加で、不安と緊張でいっぱいだった私を、番組のみなさんは暖かく迎え入れてくださいました。その優しさ暖かさに感激し、私も精一杯心を尽くして取り組もうと決意しています」 と語っている。

## 出演
太字はメインキャラクター。

### 劇場アニメ
2004年
- 劇場版 金色のガッシュベル!! 101番目の魔物（ティオ）

2005年
- 劇場版 金色のガッシュベル!! メカバルカンの来襲（ティオ）
- 劇場版 鋼の錬金術師 シャンバラを征く者（アルフォンス・エルリック）

2006年
- 劇場版BLEACH MEMORIES OF NOBODY（黒崎夏梨）

2007年
- 映画 Yes!プリキュア5 鏡の国のミラクル大冒険!（ダークレモネード）
- えいがでとーじょー! たまごっち ドキドキ! うちゅーのまいごっち!?（まめっち）
- 劇場版 灼眼のシャナ（シャナ）
- 劇場版BLEACH The DiamondDust Rebellion もう一つの氷輪丸（黒崎夏梨）

2008年
- 映画! たまごっち うちゅーいちハッピーな物語!?（まめっち）
- 劇場版BLEACH Fade to Black 君の名を呼ぶ（涅ネム）
- 劇場版MAJOR メジャー 友情の一球（小森大介）

2010年
- 銀幕ヘタリア Axis Powers Paint it, White（白くぬれ!）（リヒテンシュタイン）
- 劇場版イナズマイレブン 最強軍団オーガ襲来（宇都宮虎丸）
- クレヨンしんちゃん 超時空!嵐を呼ぶオラの花嫁（タミコ）
- 劇場版 機動戦士ガンダム00 -A wakening of the Trailblazer-（ミーナ・カーマイン）
- 劇場版 銀魂 新訳紅桜篇（神楽）
- 劇場版BLEACH 地獄篇（黒崎夏梨）
- 劇場版ポケットモンスター ダイヤモンド&パール 幻影の覇者 ゾロアーク（セレビィ）
- 魔法少女リリカルなのは The MOVIE 1st（アリサ・バニングス）
- リサとガスパール -とびきりキュートなパリの住人-（リサ）

2011年
- 劇場版ハートの国のアリス 〜Wonderful Wonder World〜（アリス＝リデル）
- 鋼の錬金術師 嘆きの丘の聖なる星（アルフォンス・エルリック）
- 劇場版 ハヤテのごとく! HEAVEN IS A PLACE ON EARTH（三千院ナギ）
- 万能野菜 ニンニンマン（ぴーマン）

2012年
- 青の祓魔師 ―劇場版―（うさ麻呂）
- 劇場版 FAIRY TAIL 鳳凰の巫女（ハッピー）
- 魔法少女リリカルなのは The MOVIE 2nd A's（アリサ・バニングス）

2013年
- 映画 ドキドキ!プリキュア マナ結婚!!?未来につなぐ希望のドレス（円亜久里 / キュアエース）
- 劇場版 銀魂 完結篇 万事屋よ永遠なれ（神楽）

2014年
- THE IDOLM@STER MOVIE 輝きの向こう側へ!（水瀬伊織）
- 楽園追放 -Expelled from Paradise-（アンジェラ・バルザック）
- サンタ・カンパニー（トーマス・ダウ）
- 映画 プリキュアオールスターズNewStage3 永遠のともだち（円亜久里 / キュアエース）

2015年
- アキの奏で（奥村恵）
- 劇場版 蒼き鋼のアルペジオ -アルス・ノヴァ- DC / Cadenza（ムサシ） - 2作品
- ポケモン・ザ・ムービーXY 光輪の超魔神 フーパ（フーパ）

2016年
- 映画 プリキュアオールスターズ みんなで歌う♪奇跡の魔法!（円亜久里 / キュアエース）
- 劇場版selector destructed WIXOSS（ウリス）

2017年
- 劇場版 トリニティセブンシリーズ（2017年 - 2019年、ソラ） - 2作品
- 映画ドラえもん のび太の南極カチコチ大冒険（カーラ）
- ひるね姫 〜知らないワタシの物語〜（ジョイ）
- 映画 たまごっち ヒミツのおとどけ大作戦!（まめっち）
- 劇場版 FAIRY TAIL -DRAGON CRY-（ハッピー）
- ノーゲーム・ノーライフ ゼロ（テト）
- 魔法少女リリカルなのは Reflection / Detonation（2017年 - 2018年、アリサ・バニングス） - 2部作

2018年
- ニンジャバットマン（ハーレイ・クイン）
- ペンギン・ハイウェイ（ウチダ君）
- K SEVEN STORIES Episode3「SIDE:GREEN 〜上書き世界〜」（五條スクナ）
- 映画 HUGっと!プリキュア♡ふたりはプリキュア オールスターズメモリーズ（円亜久里 / キュアエース）

2019年
- 映画 爆釣バーハンター 謎のバーコードトライアングル!爆釣れ!神海魚ポセイドン（ウーゴ・ゲーリー）
- HELLO WORLD（カラス）
- 劇場版 新幹線変形ロボ シンカリオン 未来からきた神速のALFA-X（少年ホクト）

2020年
- 映画ドラえもん のび太の新恐竜（ミュー）

2021年
- 銀魂 THE FINAL（神楽）
- 劇場版 Fate/kaleid liner プリズマ☆イリヤ Licht 名前の無い少女（ベアトリス・フラワーチャイルド）
- 劇場版 呪術廻戦 0（西宮桃）

2022年
- 映画ざんねんないきもの事典（ウサオのかあちゃん）

2023年
- デジモンアドベンチャー02 THE BEGINNING（ウッコモン）
- 鬼太郎誕生 ゲゲゲの謎（長田庚子）
- 劇場版 ポールプリンセス!!（芯央アズミ）
- 劇場版 乙女ゲームの破滅フラグしかない悪役令嬢に転生してしまった…（ピヨ）

### OVA
2002年
- こすぷれCOMPLEX（デルモ）

2003年
- がぁーでぃあんHearts（ひな）

2004年
- 王ドロボウJING in Seventh Heaven2（ポム）
- BLEACH memories in the rain（黒崎夏梨）

2005年
- おとぎ銃士 赤ずきん（木ノ下りんご）
- がぁーでぃあんHearts ぱわ〜あっぷ!（ひな）
- きらめき☆プロジェクト（2005年 - 2006年、大矢桃子）
- 銀魂「何事も最初が肝心なので多少背伸びするくらいが丁度良い」（神楽）
- BLEACH The Sealed Sword Frenzy（黒崎夏梨）
- 撲殺天使ドクロちゃん（三橋檎サバト）
- MUNTO 時の壁をこえて（今村涼芽）

2006年
- 灼眼のシャナ「恋と温泉の校外学習!」（シャナ）
- ゼロの使い魔（ルイズ・フランソワーズ・ル・ブラン・ド・ラ・ヴァリエール）
- 鋼の錬金術師 PREMIUM COLLECTION（アルフォンス・エルリック）
- マリア様がみてる 3rdシーズン（2006年 - 2007年、松平瞳子）

2007年
- 撲殺天使ドクロちゃん2（三橋檎サバト）
- ゼロの使い魔〜双月の騎士〜（ルイズ・フランソワーズ・ル・ブラン・ド・ラ・ヴァリエール）

2008年
- THE IDOLM@STER LIVE FOR YOU! オリジナルアニメDVD（水瀬伊織）
- ゼロの使い魔〜三美姫の輪舞〜（ルイズ・フランソワーズ・ル・ブラン・ド・ラ・ヴァリエール）
- BLEACH カラブリ！ 護廷十三屋台大作戦！（涅ネム）
- マリア様がみてる OVA ファンディスク（松平瞳子）

2009年
- あかね色に染まる坂 ハードコア（片桐優姫）
- 異世界の聖機師物語（ラン）
- OVA うたわれるもの（カミュ）
- 灼眼のシャナS（シャナ）
- ハヤテのごとく!! アツがナツいぜ 水着編!（三千院ナギ）
- 魔法先生ネギま! 〜もうひとつの世界〜（月詠）

2010年
- クイーンズブレイド 美しき闘士たち（メローナ、ラナ）
- 絶対可憐チルドレン 〜愛多憎生! 奪われた未来?〜（筑紫澪、桃太郎）
- ぼく、オタリーマン。（源さん、ナレーション、ふぐぅぅ〜とか、ネス・チャン）

2011年
- チョコタン！（チョコタン）
- アスタロッテのおもちゃ! EX（アスタロッテ・ユグヴァール）
- 聖闘士星矢 THE LOST CANVAS 冥王神話（パンタソス）
- とらドラ! 〜弁当の極意〜（逢坂大河）※『とらドラ! Blu-ray BOX』収録のOVA
- FAIRY TAIL（ハッピー）
  - ようこそ フェアリーヒルズ!!
  - 妖精学園 ヤンキー君とヤンキーちゃん

- 技の旅人（てくに でばがー）
- 進研ゼミ中学講座「上手な勉強のやり方と中学最初の夏休みから成績UP DVD」（日向優花）

2012年
- ゼロの使い魔F（ルイズ・フランソワーズ・ル・ブラン・ド・ラ・ヴァリエール）
- 史上最強の弟子ケンイチ（風林寺美羽）※単行本第46巻・第47巻・第49巻OVA付き特装版
- 乃木坂春香の秘密 ふぃな〜れ♪（アリスティア・レイン、天王寺冬華）
- FAIRY TAIL（ハッピー）
  - メモリーデイズ
  - 妖精たちの合宿

2013年
- 史上最強の弟子ケンイチ（風林寺美羽）※単行本第53巻・第54巻OVA付き特装版
- チョコタン!（チョコタン）※りぼんフェスタ2013上映作品
- FAIRY TAIL（ハッピー）
  - FAIRY TAIL 〜ドキドキ・リュウゼツランド〜
  - FAIRY TAIL×RAVE

2014年
- 銀魂「布団に入ってから拭き残しに気付いて寝るに寝れない時もある」（神楽）※コミックス第58巻DVD同梱版
- 史上最強の弟子ケンイチ（風林寺美羽）※単行本55巻・第56巻OVA付き特装版
- ハヤテのごとく!（三千院ナギ）※単行本第41巻・第42巻・第43巻OVA付き特別版
- 私がモテないのはどう考えてもお前らが悪い!（きーちゃん）※コミック第7巻DVD付き初回限定特装版

2015年
- 咲日和（片岡優希）
- 這いよれ! ニャル子さんF（ハス太）
- おでまし小魔神フーパ（フーパ）

2016年
- 銀魂° 愛染香篇（神楽） - コミックス第65巻・第66巻DVD同梱版

2018年
- ウマ娘 プリティーダービー BNWの誓い（サンバイザー）

2019年
- Fate/kaleid liner Prisma☆Illya プリズマ☆ファンタズム（ベアトリス・フラワーチャイルド）

2023年
- OVA アズールレーン Queen's Orders（フォーミダブル）

### Webアニメ
2000年代
- ヘタリアシリーズ（2009年 - 2021年、リヒテンシュタイン） - 3シリーズ

2010年代
- 京騒戯画（2011年、コト）
- こいけん! 〜私たちアニメになっちゃった!〜（2012年、喜久井マリ）
- ごきチャ!!（2012年、ちゃば）
- ポケモン不思議のダンジョン マグナゲートと∞迷宮 紹介SPムービー（2012年、ピカチュウ）
- ぷちます! -プチ・アイドルマスター-（2013年 - 2014年、水瀬伊織、いお） - 2シリーズ
- 弱酸性ミリオンアーサー（2015年、アーサー -魔法の派-、嬢A）
- 残念中高年の健康見栄講座（2016年、OL）
- ホイッスル!（ボイスリメイク版）（2016年、野呂浩美）
- ポケモンジェネレーションズ（2016年、女の子）
- モンスターストライク（2017年、ノストラダムス）
- 銀魂 〜モンスターストライク編〜（2019年、神楽、ノストラダムス）
- 無限の住人-IMMORTAL-（2019年 - 2020年、吉乃瞳阿）

2021年
- 銀魂 THE SEMI-FINAL 万事屋篇（神楽）
- 劇場版 Fate/kaleid liner プリズマ☆イリヤ Licht 名前の無い少女 スペシャルミニアニメ（ベアトリス・フラワーチャイルド）
- ゲンガーになっちゃった!?（ノノ）

2022年
- 人形学園（キアナ）
- コタローは1人暮らし（さとうコタロー、とのさまん）
- TIGER & BUNNY 2（フガン〈幼少〉、ムガン〈幼少〉）
- 雪ほどきし二藍（アキオ〈幼少期〉）
- ポールプリンセス!!（2022年 - 2023年、芯央アズミ）

2023年
- Fate/Grand Order 藤丸立香はわからない（織田信長）

2024年
- グリム組曲（大田原清子）
- 怒りのオコリザル観察日記（少年）

2025年
- BULLET/BULLET（ノサ姉）

### ゲーム
1998年
- étude prologue 〜揺れ動く心のかたち〜/SS版（佐伯悠見）

2000年
- RPGツクール2000 サンプルゲーム「花嫁の冠」（ネコ娘）
- 落雀シリーズ（2000年 - 2003年、すずめちゃん）

2001年
- KID MIXセクション（アイネ）
- Close to 〜祈りの丘〜（橘小雪）
- ヘルミーナとクルス 〜リリーのアトリエ もう一つの物語〜（ヘルミーナ）
- リリーのアトリエ 〜ザールブルグの錬金術士3〜（ヘルミーナ）

2002年
- CROSS HERMIT 〜最果ての賢者〜（ケスト＝シュノンソウ）
- ゼノサーガ エピソードI［力への意志］（メリィ・ゴドウィン）

2003年
- アヴァロンの鍵（コッペリア）
- 一撃殺虫!!ホイホイさん（ホイホイさん）
- Iris 〜イリス〜（耒田美卯）
- Only you リベルクルス（魔神恵）
- 想いのかけら -Close to-（橘小雪）
- グローランサーIV 〜Wayfarer of the Time〜（レオナ）
- サモンナイト3（アリーゼ）
- 少女義経伝（伊勢怜奈）
- 鋼の錬金術師シリーズ（2003年 - 2005年、アルフォンス・エルリック、キャスリン・エル・アームストロング） - 5作品
- わがまま☆フェアリー ミルモでポン!シリーズ（2003年 - 2005年、ムルモ）

2004年
- 青い涙（工藤もえみ）
- アカイイト（若杉葛）
- 学園アリス〜きらきら★メモリーキッス〜（今井蛍）
- クリムゾンティアーズ（カエデ）
- 金色のガッシュベル!!シリーズ（2004年 - 2024年、ティオ） - 10作品
- ゼノサーガシリーズ（メリィ・ゴドウィン）
  - ゼノサーガ フリークス
  - ゼノサーガ エピソードII［善悪の彼岸］

- ちゅ〜かな雀士てんほー牌娘（カンカン）
- マイネリーベ〜優美なる記憶〜（マリーン）
- RASETSU 2〜羅刹 弐（ミーナ）
- Riviera 〜約束の地リヴィエラ〜（2004 - 2006年、エクセル）

2005年
- アイドルマスターシリーズ（2005年 - 2025年、水瀬伊織） - 25作品
- 蒼い空のネオスフィア（エリンシエ・ヤースロップ）
- エレメンタル ジェレイド-纏え、翠風の剣-（チルル/ティクル＝セルヴァトロス）
- ゲームになったよ!ドクロちゃん〜健康診断大作戦〜（三橋檎サバト）
- サムライスピリッツ 天下一剣客伝（リムルル、チャンプル）
- 少女義経伝・弐 〜刻を超える契り〜（伊勢怜奈）
- 乙女はお姉さまに恋してる（小鳥遊圭）
- 半熟英雄4 〜7人の半熟英雄〜（タガメの錬金術師・アルフォンス）
- プリンセスメーカー4（クリスチーナ・オハラ・ノーザリー）
- らぶドル 〜Lovely Idol〜（大路しずく）
- 龍が如く（遥）

2006年
- うたわれるもの 散りゆく者への子守唄（カミュ、ムツミ）
- 銀魂シリーズ（神楽）
  - 銀魂でぃ〜えす・万事屋大騒動!
  - 銀魂 銀時vs土方!? かぶき町銀玉大争奪戦!!

- 式神の城III（伊勢薙乃）
- 灼眼のシャナ（シャナ）※PS2版
- ゼーガペイン NOT（カーム）
- ゼノサーガ エピソードIII［ツァラトゥストラはかく語りき］（メリィ・ゴドウィン）
- チャコっとゲーム研究会〜すずめ隊長のメイドカフェ〜（エミナ）※『アクションリプレイ』Vol.42付録
- DEKARON（ハンター 他）
- デジモンセイバーズ アナザーミッション（イクト）
- 転生學園月光録（姫宮夕）
- びんちょうタン しあわせ暦（アベマキ）
- 龍が如く2（遥）
- Riviera 〜約束の地リヴィエラ〜（エクセル）
- ルーンファクトリー -新牧場物語-（めい）

2007年
- アイドル雀士スーチーパイIV（木之下真理）
- SDガンダム GGENERATION（2007年 - 2025年、トゥインク・ステラ・ラベラドゥ、ネーナ・トリニティ、カチュア・リィス〈WORLD - 〉） - 8作品
- 俺の下でAGAKE（山口一也）
- 機動戦士ガンダム00（ネーナ・トリニティ）
- 銀魂シリーズ（神楽）
  - 銀魂 銀さんと一緒! ボクのかぶき町日記
  - 銀魂 万事屋ちゅ〜ぶ ツッコマブル動画
  - 銀魂 銀玉くえすと 銀さんが転職したり世界を救ったり

- シールオンラインTCG（ほーりーたん）
- 灼眼のシャナDS（シャナ）
- スイングゴルフ パンヤ 2ndショット!（クー）
- スカッとゴルフ パンヤ（クー）
- スペクトラルジーン（エポナ）
- ゼロの使い魔 シリーズ（2007年 - 2008年、ルイズ・フランソワーズ・ル・ブラン・ド・ラ・ヴァリエール）
- ななついろ★ドロップス Pure!!（シャナ）
- ハヤテのごとく! ボクがロミオでロミオがボクで（三千院ナギ）
- ハンゲーム・パチンコDX ワンワンダービー（桜ナナミ）
- ファイナルファンタジーIV（パロム、ポロム）※DS版
- 武装神姫BATTLE RONDO（サンタ型MMS ツガル）
- BLEACH DS 2nd 黒衣ひらめく鎮魂歌（黒崎夏梨、ネム）
- Routes PE、Routes PORTABLE（湯浅皐月）

2008年
- あかね色に染まる坂 ぱられる（片桐優姫）
- あけぶれ（瑠紫羽やよい）
- インフィニット アンディスカバリー（ヴィーカ）
- ヴァルキリープロファイル 咎を背負う者（ティルテ、ミシェル、ミレイユ）
- ガーネットクロニクル〜紅輝の魔石〜（スピネル）
- グラナド・エスパダ（クレア）
- 恋する乙女と守護の楯 The shield of AIGIS（如月修史 / 山田妙子）
- Coded Soul -受け継がれしイデア-（エステル）
- スターオーシャン2 Second Evolution（プリシス・F・ノイマン）
- 絶対可憐チルドレンDS 第4のチルドレン（筑紫澪）
- D.C.II P.S. 〜ダ・カーポII〜 プラスシチュエーション（エリカ・ムラサキ）
- テイルズ オブ シンフォニア -ラタトスクの騎士-（マルタ・ルアルディ）
- とらぶるツインズ -MY SWEET BROTHERS-（桐島梨々花）
- 乃木坂春香の秘密 こすぷれ、はじめました♥（深山彩音、天王寺冬華）
- バッカーノ!（ナンシー）
- ハヤテのごとく! お嬢様プロデュース大作戦 ボク色にそまれっ!お屋敷編・学校編（三千院ナギ）
- ペルソナ4（久慈川りせ）
- もえスタ 〜萌える東大英語塾〜（グラマーエデムパワー）
- 桃色大戦ぱいろん（アリス）
- 龍が如く 見参!（遥）
- ルミナスアーク2 ウィル（朱弾のカレン）
- ロザリオとバンパイア 七夕のミス陽海学園（白雪みぞれ）
- Wonderland ONLINE -聖殿の守護者-（燕玲）
- ONE PIECE アンリミテッドクルーズ エピソード1 -波に揺れる秘宝-（ガブリ）

2009年
- あかね色に染まる坂 ぽーたぶる（片桐優姫）
- Xブレード（アユミ）
- おねがいナイショにしてねKiss（佐伯真央）
- クイーンズブレイド スパイラルカオス（メローナ）
- グランディア オンライン（人間族〈女〉）
- ケメコデラックス!DS〜ヨメとメカと男と女〜（早川美咲）
- サモンナイトX 〜Tears Crown〜（エルナディータ・クレバーティンク）
- しゅごキャラ! ノリノリ!キャラなりズム♪（桜井優亜）
- セガネットワーク対戦麻雀MJ4（片岡優希） - ゲスト出演
- たまごっちのなりきりチャンネル（まめっち）
- 電撃学園RPG Cross of Venus（シャナ、逢坂大河、三橋檎サバト）
- とらドラ・ポータブル!（逢坂大河）
- 鋼の錬金術師 FULLMETAL ALCHEMIST シリーズ（2009年 - 2022年、アルフォンス・エルリック） - 5作品
- ハヤテのごとく!! ナイトメアパラダイス（三千院ナギ）
- ファンタジーアース ゼロ - ボイスチケット♀VIII「生意気I」
- ファンタジーゴルフ パンヤ PORTABLE（クー）
- マグナカルタ2（セレスティン・ロア）
- 龍が如く3（澤村遥）
- ルーンファクトリー3（めい）
- ロザリオとバンパイア CAPU2 恋と夢の狂想曲（白雪みぞれ）
- ONE PIECE アンリミテッドクルーズ エピソード2 -目覚める勇者-（ガブリ）

2010年
- イナズマイレブン3 世界への挑戦!!（宇都宮虎丸）
- うみねこのなく頃に 〜魔女と推理の輪舞曲〜（紗音）
- 英雄伝説 零の軌跡（キーア）
- エルソード（アイシャ）
- えんむす!（恋神ナミ）
- 黄金夢想曲（紗音）
- 乙女はお姉さまに恋してるPortable 2人のエルダー（小鳥遊圭）
- 俺の嫁 〜あなただけの花嫁〜（妹タイプ、ツンデレお嬢様タイプ）
- カードでちゃくしん!たまごっち!（まめっち、マドンナっち）
- クイズマジックアカデミー7（アイコ）
- げきこいっ!（紀州院リネット）
- こいけん!（喜久井マリ）
- 恋する乙女と守護の楯 Portable（如月修史 / 山田妙子）
- 咲-Saki- Portable（片岡優希）
- 白騎士物語 -光と闇の覚醒-（ミウ）
- シャイニング・ハーツ（メルティ）
- たまごっちのなりきりチャレンジ（まめっち）
- 電撃のピロト〜天空の絆〜（ルプス、リュコス）
- .hack//Link（チェロ）
- ドラゴンネスト（レナ）
- 乃木坂春香の秘密 同人誌はじめました♥（深山彩音）
- 白銀のカルと蒼空の女王（エリンシエ・ヤースロップ）
- ファンタジーアース ゼロ - ボイスチケット♂XIII「優しい少年I」
- FAIRY TAIL 激闘! 魔道士決戦（ハッピー）
- FAIRY TAIL PORTABLE GUILD（ハッピー）
- uni.（早乙女リルカ）
- 龍が如く4 伝説を継ぐもの（澤村遥）

2011年
- AQUAPAZZA（湯浅皐月、カミュ）
- アンジェリーク 魔恋の六騎士（ルノー）
- イナズマイレブン ストライカーズ（2011年 - 2012年、宇都宮虎丸） - 3作品
- イナズマイレブンGO シャイン/ダーク（宇都宮虎丸）
- INSTANT BRAIN（八飛車キリン）
- うみねこのなく頃に散 〜真実と幻想の夜想曲〜（紗音）
- 英雄伝説 碧の軌跡（キーア）
- 黄金夢想曲X（紗音）
- 快盗天使ツインエンジェル〜時とセカイの迷宮〜（葉月クルミ）
- 学園ヘタリア Portable（リヒテンシュタイン）
- ガチトラ! 〜暴れん坊教師 in High School〜（末広結衣）
- 機動戦士ガンダム エクストリームバーサス（2010年 - 2016年、ネーナ・トリニティ） - 4作品
- クイズマジックアカデミー8（アイコ）
- グローランサーIV オーバーリローデッド（レオナ）
- 第2次スーパーロボット大戦Z 破界篇 / 再世篇（2011年 - 2012年、ネーナ・トリニティ） - 2作品
- たまごっちコレクション（まめっち）
- つくものがたり（伊狩恵美奈）
- テイルズ オブ ザ ワールド レディアント マイソロジー3（マルタ・ルアルディ）
- Deus Ex（エリザ・カッサン）
- 謎惑館 〜音の間に間に〜
- FAIRY TAIL PORTABLE GUILD 2（ハッピー）
- 武装神姫 BATTLE MASTERS Mk.2（サンタ型MMS ツガル）
- FRONTIER GATE（ディジー）
- 文明開華葵座異聞録（荒銀淋〈幼少〉）
- 僕らの恋のはじめかた（森園ありす）
- マザーグースの秘密の館 〜BLUE LABEL〜（シャーロット＝リヴィングストン）
- メイド☆ぱらだいす 〜目指せ!メイドナンバーワン!〜（末広結衣）
- 嫁コレ（アスタロッテ・ユグヴァール、シャナ、逢坂大河、ハッピー）
- 龍が如く OF THE END（遥）
- ロウきゅーぶ!（鷹代那美）
- みんなのGOLF 6（ナル）

2012年
- アスラズ ラース（巫女ミスラ、アーリャ）
- 英雄伝説 零の軌跡 Evolution（キーア）
- 王と魔王と7人の姫君たち 〜新・王様物語〜（ヴェルデ）
- 鬼武者Soul（見性院、忽那通著、秋月種長、遠山夫人、阿茶局 他）
- 俺の妹がこんなに可愛いわけがない ポータブルが続くわけがない（来栖彼方）
- 学園ヘタリア DS（リヒテンシュタイン）
- 拡散性ミリオンアーサー（アーサー）
- Kinect スター・ウォーズ（マブラ・ゼーン）
- 極限脱出ADV 善人シボウデス（クォーク）
- クイズマジックアカデミー 賢者の扉（アイコ）
- テイルズ オブ ザ ヒーローズ ツインブレイヴ（マルタ・ルアルディ）
- ブレイズ オブ タイム（アユミ）
- FAIRY TAIL ゼレフ覚醒（ハッピー）
- ペルソナ4 ザ・ゴールデン（久慈川りせ）
- ペルソナ4 ジ・アルティメット イン マヨナカアリーナ（久慈川りせ）
- モンスターハンター フロンティア オンライン（男性ボイスTYPE34、女性ボイスTYPE32）
- 夕暮れのバルキリーズ（一色あかね）
- 龍が如く5 夢、叶えし者（澤村遥）
- ROBOTICS;NOTES（愛理）

2013年
- 圧倒的遊戯 ムゲンソウルズZ（ナオ）
- Unlight（シェリ、ドニタ）
- ガールフレンド（仮）（加賀美茉莉）
- 銀魂のすごろく（神楽）
- 禁断召喚!サモンマスター（シャル）
- クイズマジックアカデミー賢者の扉 Season2（アイコ）
- 幻獣姫（隠神刑部）
- 咲-Saki- 阿知賀編 episode of side-A Portable（片岡優希）
- 神撃のバハムート（ヴァンピィ、ルイズ）
- 新星のグランドユニオン（ローゼモート）
- スーパーロボット大戦UX（遠藤イズナ）
- 世界名作童話 親子で読めるゲーム絵本（長靴をはいた猫）
- たまごっち!せーしゅんのドリームスクール（まめっち）
- ティアーズ・トゥ・ティアラII 覇王の末裔（タルト）
- テイルズ オブ シンフォニア ユニゾナントパック（マルタ・ルアルディ）
- ドキドキ!プリキュア さわっておしゃべり♪（円亜久里 / キュアエース）
- 這いよれ! ニャル子さん 名伏しがたいゲームのようなもの（ハス太）
- ブレイブリーデフォルト プレイングブレージュ（土の巫女 リリア・ド・ロッソ・オブリージュ）
- FRONTIER GATE Boost+（ディジー）
- メタルマックス4 月光のディーヴァ（宇宙ドール、コーラ、ノア）
- 妖女大戦（猫又）
- ロウきゅーぶ! ひみつのおとしもの（鷹代那美）
- LORD of VERMILION III（黒曜）

2014年
- ヴィーナス†ブレイド（エスカリボー）
- 英雄伝説 碧の軌跡 Evolution（キーア）
- 鬼武者Soul カードラッシュ
- クイズマジックアカデミー 天の学舎（アイコ）
- グランブルーファンタジー（2014年 - 2025年、ビィ、ヴァンピィ、アファカ、神楽） - 4作品
- クレヨンしんちゃん 嵐を呼ぶ カスカベ映画スターズ!（金有タミコ）
- ケイオスリングスIII プリクエル・トリロジー（プリカ）
- ゴールデンタイム Vivid Memories（VJ）
- ジェイスターズ ビクトリーバーサス（神楽）
- 超ヒロイン戦記（コト、神崎・H・アリア、ルイズ・フランソワーズ・ル・ブラン・ド・ラ・ヴァリエール、ホワイトエンジェル、レモンちゃん）
- スクールガールストライカーズ（灰島依咲里、灰島 華賀利、モシュネ）
- テイルズ オブ ザ ワールド レーヴ ユナイティア（マルタ・ルアルディ）
- 電撃文庫 FIGHTING CLIMAX / IGNITION（2014年 - 2015年、シャナ、逢坂大河） - 2作品
- ファントム オブ キル（フライクーゲル）
- ブレードアークス from シャイニング（メルティ）
- ペルソナQ シャドウ オブ ザ ラビリンス（久慈川りせ）
- ペルソナ4 ジ・アルティマックス ウルトラスープレックスホールド（久慈川りせ）
- 崩壊学園2（キアナ）
- メダロットDUAL（クワガタVer.ナビゲーションボイス）
- 龍が如く 維新!（遥）
- 古の女神と宝石の射手（神々の王ゼウス）

2015年
- アイドルマスター SideM（ビィ）
- インフィニット・ドライブ
- ヴァリアントナイツ（ティナ）
- うたわれるもの 偽りの仮面（カミュ）
- ガールフレンド（仮） きみと過ごす夏休み（加賀美茉莉）
- クイズRPG 魔法使いと黒猫のウィズ（2015年 - 2020年、オルネ・タンペート、神楽）
- クイズマジックアカデミー暁の鐘（アイコ）
- クルセイダークエスト（ベーラ）
- 幻獣契約クリプトラクト（2015年 - 2022年、ミーリア、アマテラス、ユウラ）
- 咲-Saki- 全国編（片岡優希）
- ドラゴンクエストヒーローズ 闇竜と世界樹の城（ホミロン）
- ニトロプラス ブラスターズ -ヒロインズ インフィニット デュエル-（アンジェラ・バルザック）
- ビーナスイレブンびびっど!（2015年 - 2017年、神尾ひな、アリス、谷城かなみ）
- Fate/Grand Order（2015年 - 2023年、織田信長 / 織田吉法師 / 魔王信長、クレオパトラ 他） - 2作品
- ブレードアークス from シャイニングEX（メルティ）
- ペルソナ4 ダンシング・オールナイト（久慈川りせ）
- ポップアップストーリー 魔法の本と聖樹の学園（ファーファリア）
- LINE クロスレギオン（イオーネ）
- ロイヤルフラッシュヒーローズ（アルベルトゥース）
- ファンタシースターオンライン2（ダークファルス【双子】、ヘンリエッタ、フロー＝アルルカン＝デ＝イス＝アルス）

2016年
- アイドルマスター シンデレラガールズ スターライトステージ（ビィ）
- うたわれるもの 二人の白皇（カミュ）
- オルタンシア・サーガ -蒼の騎士団-（サリア、エルヴァ）
- ガール・カフェ・ガン（ロココ）
- クイズマジックアカデミー トーキョーグリモワール（アイコ）
- 式神物語〜中二病JK、世界を救う〜（卑弥呼、サンゴ）
- Shadowverse（2016年 - 2025年、フラム / フラム＝グラス、ヴァンピィ、ソフィーナ、マドロスエルフ、オーシャンアングラー、小さき赤き竜・ビィ、突破のマリオネッター、アブディエル、アームメカニック、機構の撃ち手、リリウム）
- 白猫プロジェクト（2016年 - 2025年、ティナ・トピア、ノストラダムス、神楽、ミステア）
- 戦国乙女〜LEGEND BATTLE〜（明智ミツヒデ）
- 戦の海賊（ムサシ）
- 蒼空のリベラシオン（リベラ）
- ディバインゲート（少年K）
- テイルズ オブ ベルセリア（聖主カノヌシ / ライフィセット・クラウ）
- ドラゴンクエストヒーローズII 双子の王と予言の終わり（ホミロン）
- パズルオブエンパイア（織田信長）
- パンチライン（台初明香）
- ピリオドキューブ 〜鳥籠のアマデウス〜（イラ）
- ブレス オブ ファイア6 白竜の守護者たち（ルイズ）
- マギアコネクト（レンゲ）
- 姫魔恋戦紀（張飛） - 中国向けアプリゲーム
- 龍が如く 極（遥）
- 龍が如く6 命の詩。（澤村遥）
- 御城プロジェクト:RE（2016年 - 2025年、指月伏見城、城塞都市ルクセンブルク、木幡山伏見城、要害山城、徳川伏見城、伏見城三姉妹）

2017年
- クリスタル オブ リユニオン（2017年 - 2025年、セミラミス）
- 茜さすセカイでキミと詠う（ヤマトタケル）
- アナザーエデン 時空を超える猫（リィカ）
- 陰陽師（神楽）
- クイズマジックアカデミー THE WORLD EVOLVE（アイコ、グリム・アイコ）
- グランマルシェの迷宮（ローニィ）
- この世の果てで恋を唄う少女YU-NO（島津澪）
- しあわせ荘の管理人さん。（橘・バルバラ・クリスティーネ）
- スターオーシャン:アナムネシス（プリシス・F・ノイマン）
- 崩壊3rd（2017年 - 2025年、キアナ・カスラナ）
- 戦場のツインテール（アボルフ・リィナ）
- モンスターストライク（2017年 - 2025年、ノストラダムス、アルフォンス・エルリック、シャナ、逢坂大河、神楽、ハッピー、小南桐絵、河了貂、ハウメア、鈴屋什造、ハロ）
- ガンダムバーサス（ネーナ・トリニティ）
- テイルズ オブ ザ レイズ（2017年 - 2020年、マルタ、神楽）
- ドラえもん のび太の南極カチコチ大冒険（カーラ）
- 魔法禁书目录（アニス） - 中国製スマホゲーム
- ファイアーエムブレム ヒーローズ（2017年 - 2025年、レーヴァテイン、アスベル）
- ブラックローズサスペクツ（アビー・ジャスティン）
- プリキュア つながるぱずるん（円亜久里 / キュアエース）
- ましろウィッチ 真夜中のメルヒェン（カタリナ・バラージ）
- 龍が如く 極2（澤村遥）

2018年
- 銀魂乱舞（神楽、江華）
- クイズマジックアカデミー ロストファンタリウム（アイコ）
- アズールレーン / クロスウェーブ（2018年 - 2025年、ヴァンパイア、フォーミダブル、水瀬伊織） - 2作品
- ネギマテ UQ HOLDER! 〜魔法先生ネギま!2〜（祝月詠）
- キングダム 乱 -天下統一への道-（河了貂）
- 聖剣伝説2 SECRET of MANA（ルサ・ルカ）
- マギアレコード 魔法少女まどか☆マギカ外伝（2018年 - 2022年、里見灯花）
- 北斗が如く（リン）
- ブラウンダスト（アーチェ）
- スーパーロボット大戦X-Ω（2018年 - 2020年、ネーナ・トリニティ、アンジェラ・バルザック）
- モンスターコレクト〜時空を旅する冒険記〜（クローナ）
- テリアサーガ（コリー）
- 英語とクイズのココロセカイ（クマホ）
- Sdorica（シャリス・カータウェル、プギ）
- 電撃文庫：CROSSING VOID（逢坂大河、シャナ） - 海外向けアプリゲーム
- P.E.T.S.アカデミア（ボニー）
- ドラゴンクエストライバルズ（ホミロン軍曹）
- THE KING OF FIGHTERS ALLSTAR（神楽）
- 機動戦士ガンダム エクストリームバーサス2（2018年 - 2025年、ネーナ・トリニティ） - 4作品
- プレカトゥスの天秤（シュンラン）
- ヘルプ!!!〜恋が丘学園おたすけ部〜（にな）
- アート・オブ・コンクエスト（アヴリル）
- ペルソナQ2 ニュー シネマ ラビリンス（久慈川りせ）
- ぷよぷよ!!クエスト（2018年 - 2021年、久慈川りせ、神楽）

2019年
- モバイル・レジェンド（ライラ）
- FAIRY TAIL DiceMagic（ハッピー）
- ROBOTICS;NOTES DaSH（行舟愛理）
- キャサリン・フルボディ（キャサリン〈気まぐれキャット〉）
- JUMP FORCE（ナビゲーター）
- 47 HEROINES（蓬左睦実）
- クイーンズブレイド WHITE TRIANGLE（メローナ）
- スーパーロボット大戦T（アンジェラ・バルザック）
- プラチナ・トレイン（関空遥）
- ルルアのアトリエ 〜アーランドの錬金術士4〜（スティア）
- トリニティセブン -夢幻図書館と第7の太陽-（ソラ）
- 英雄伝説 閃の軌跡IV -THE END OF SAGA-（キーア・バニングス）
- D×2 真・女神転生 リベレーション（イザヤ）
- 禍つヴァールハイト（ゴットヘルフ）
- Witch's Weapon-魔女兵器-（レン）
- 永遠の七日（アン）
- とある魔術の禁書目録 幻想収束（2019年 - 2022年、アニェーゼ＝サンクティス、シャナ、アルフォンス・エルリック）
- ガールズ X バトル 2（楊修、諸葛亮、孫尚香）
- 龍が如く ONLINE（澤村遥）
- ガール・カフェ・ガン（ロココ）
- グリモア〜私立グリモワール魔法学園〜（2019年 - 2020年、周 万姫）
- 蒼藍の誓い ブルーオース（サベージ、ヒーアマン）
- revisions next stage（杉山春）
- 逆転オセロニア（2019年 - 2020年、セクメト、ノストラダムス）
- 東京喰種: re 【CALL to EXIST】（鈴屋什造）
- パズル&ドラゴンズ（ホクト）
- うたわれるもの ロストフラグ（カミュ、ムツミ）
- 新サクラ大戦（マルガレーテ）
- 魔王と100人のお姫様（ミカエル）

2020年
- ローリングスフィア（カストポルク）
- ドラえもん のび太の新恐竜（ミュー）
- 共闘ことばRPG コトダマン（2020年 - 2022年、ノストラダムス、神楽、ティオ、アルフォンス・エルリック、小南桐絵）
- 絵師神の絆（アトム）
- 魂器学院（レンツ）
- ロストディケイド（エドモンド、ミカエル）
- 阿卡迪亞（凱努特、燕兒）
- ステリアデイズ・ウィキッド（セナ・トリプノ・ファンテーロ）
- セイクリッドブレイド（サラマンダー）
- Epic Seven（2020年 - 2023年、シャルロッテ）
- 幻想神域2-AURA KINGDOM-（アルテミス）
- ONE PIECE トレジャークルーズ（シュガー）
- ステラクロニクル（シリリ）
- FAIRY TAIL（ハッピー）
- 百花繚乱 -パッションワールド（真田幸村）
- 英雄伝説 創の軌跡（キーア・バニングス）
- ワールズエンドクラブ（ピエロピ）
- 聖闘士星矢 ライジングコスモ（貴鬼）
- 原神（謎の神）
- かんぱに☆ガールズ（クスィ・トゥグナ）
- ファイナルギア -重装戦姫-（クリスタ）
- beatmania IIDX 28 BISTROVER（菱宮津軽）
- 食物語（金玉満堂）
- ダンジョンに出会いを求めるのは間違っているだろうか 〜メモリア・フレーゼ〜（カーリー）
- エデンの扉（ルシファー）
- ジョジョのピタパタポップ（アン）
- Fit Boxing 2 -リズム&エクササイズ-（ジャニス）
- パニシング:グレイレイヴン（2020年 - 2025年、ルナ）
- ドカポンUP! 夢幻のルーレット（カミュ）
- 武装神姫 アーマードプリンセス バトルコンダクター（ツガル）

2021年
- 百鬼異聞録〜妖怪カードバトル〜（孟婆）
- テラクラシック（ピア・エリーン）
- うみねこのなく頃に咲 〜猫箱と夢想の交響曲〜（紗音）
- ファンタシースターオンライン2 es（シロクロー）
- Wonderland Wars（フィー・ラプンツェル、マリー・ラプンツェル）
- キングダム DASH!!（河了貂）
- FAIRY TAIL ギルドマスターズ（ハッピー）
- ソード＆ブレイド（曲非煙）
- ブラック・サージナイト（不知火）
- ガールズコントラクト（アルベル、前鬼）
- レッド：プライドオブエデン（フォーゼ）
- CHUNITHM PARADISE LOST（テスタメントネメシス）
- うたわれるもの斬2（カミュ）
- 八月のシンデレラナイン（大和田沙智）
- クッキーラン: キングダム（イチゴ味クッキー）
- 永遠の7日（アン）
- SINoALICE -シノアリス-（ハーレイ・クイン）
- ガーディアンテイルズ（2021年 - 2024年、お姫様、未来姫）
- スーパーロボット大戦30（2021年 - 2022年、アルエット、少年ホクト）

2022年
- 阿卡夏計劃（雷琪爾）
- 麻雀格闘倶楽部Sp（片岡優希）
- N -INNOCENCE-（トール）
- アークナイツ（アイリーニ）
- バースセイバー（スティラ）
- プリンセスコネクト！Re:Dive（2022年 - 2025年、ヴァンピィ）
- マフィア42（魔女、自警団員）
- セガNET麻雀 MJ（2022年 - 2025年、明智ミツヒデ、ハジメ）
- ウィクロスマルチバース（ウリス）
- 英傑大戦（2022年 - 2025年、神楽、馬姫、ミィム）
- ゼノブレイド3（ユズリハ）
- ＃コンパス 戦闘摂理解析システム（ラヴィ・シュシュマルシュ）
- 勝利の女神：NIKKE（I-DOLL・オーシャン、ベスティー）

2023年
- ONE PIECE ODYSSEY（シュガー）
- サマータイムレンダ Another Horizon（小早川しおり）
- 龍が如く 維新! 極（遥）
- タワーオブスカイ（ローリィ）
- あんさんぶるスターズ!! Music / Basic（瀬名泉〈幼少期〉） - 2作品
- 三国ドライブ（蒼輪激渦 祝融）
- ダークテイルズ〜鏡と狂い姫〜（白雪ユリ、ドロシー、胡桃クララ）
- オメガストライカーズ（アイミー）
- けものフレンズ3（麒麟）
- Tower of Fantasy（幻塔）（グノノ）
- CARAVAN STORIES（ミケ）
- キュービックスターズ（ノストラダムス）
- ストリートファイター6（リリー）
- アルケランド（アリシア）
- ドラゴンネスト2：エボリューション（リリー）
- 機動戦士ガンダム アーセナルベース（ネーナ・トリニティ）
- ネバーアフター〜逆転メルヘン〜（アリス）
- 白夜極光（ザーリャ）
- STAR OCEAN THE SECOND STORY R（プリシス・F・ノイマン）
- 龍が如く7外伝 名を消した男（澤村遥）
- 呪術廻戦 ファントムパレード（西宮桃）
- TEVI（ヴィーナ）

2024年
- 姫麻雀（ソウヨウ）
- 金色のガッシュベル!! 永遠の絆の仲間たち（ティオ）
- シノビマスター 閃乱カグラ NEW LINK（真田幸村）
- 龍が如く8（澤村遥）
- 放置少女（月夜見、董白）
- 呪術廻戦 戦華双乱（西宮桃）
- グランドチェイス-次元の追跡者-（エリシス）
- デュエル・マスターズ プレイス（ウリス）
- メメントモリ（マチルダ）
- グランサガ（エリオ）
- ファントム オブ キル -オルタナティブ・イミテーション-（フライクーゲル）
- ドラゴンクエストX（ラキ）
- 百英雄伝（メロール）
- 弾タマ（モペット）
- 忍者マストダイ（洛青）
- モンソニ!（2024年 - 2025年、ノストラダムス）
- 飢えた子羊（満穂）
- 箱庭開拓 ハムスターと太陽の里（きるひあいす）
- 星の翼（ヒカリ、デュカリオン）
- エンバーストーリア（鵤 美鈴）
- ラーメン赤猫 〜ニャンて素敵なラーメン店〜（ハナ）

2025年
- 雀ウイッシュ（小雀姫奈）
- 快盗天使ツインエンジェル ～時とセカイの迷宮～ Re:light（葉月クルミ）
- ポーカーチェイス（神楽）
- BLEACH Rebirth of Souls（涅ネム、黒崎夏梨）
- レゾナンス:無限号列車（シャール）
- Shadowverse EVOLVE（ソフィーナ）
- 魔法少女まどか☆マギカ Magia Exedra（里見灯花）
- シルバー・アンド・ブラッド（クライヴJr）
- Fit Boxing 3 -Your パーソナルトレーナー-（ジャニス）
- アクアリウムは踊らない（キティ）
- スーパーロボット大戦Y（ジェットジャガー）
- トワと神樹の祈り子たち（コロウ）
- トリッカル・もちもちほっペ大作戦（ブルミ）

時期未定
- Freaked Fleapit（ファサリア）

### ドラマCD
2000年
- D・N・ANGEL A Legend of Vampire（原田梨紗）

2001年
- Close to 〜祈りの丘〜（橘小雪）

2002年
- ゼノサーガOUTER FILE（メリィ・ゴドウィン）
- 気象精霊記シリーズ（ノーラ・マギエル・ディアマヌンテ）

2003年
- 秋桜の空にシリーズ（姉倉子鹿）
- 俺の下であがけシリーズ（山口一也）
- がぁーでぃあんHearts（ひな）
- ラグーンエンジン（もりばやし恵礼）
- 十二国記 夢三章（泰麒）
- 鋼の錬金術師シリーズ（アルフォンス・エルリック）

2004年
- 天使禁猟区シリーズ（リル）
- ながされて藍蘭島シリーズ（ゆきの）
- Riviera 〜約束の地リヴィエラ〜 Epilogue Disc（エクセル）
- ニニンがシノブ伝（雅）
  - ドラマCD・其の一『忍と楓の☆ニニンがラジオ伝』
  - ドラマCD・其の二『夏だ!シノブだ!ドラマ100連発祭り!!』
  - ドラマCD・其の三『ニニンがシノブ伝 THE MOVIE 〜シノブの地底忍者伝説〜』

- 魔法少女リリカルなのは サウンドステージ 01（アリサ・バニングス）
- バイトでウィザード 術のききめはウェディングベル!（白玉一号）※『ザ・スニーカー』限定発売

2005年
- THE IDOLM@STER ドラマCD Scene.01（水瀬伊織）
- アカイイトドラマCD「京洛降魔」（若杉葛）
- 終わりのクロニクル（新庄運、新庄切）
- がぁーでぃあんHearts ぱわ〜あっぷ!（ひな）
- 魔法少女リリカルなのは（アリサ・バニングス）
  - 魔法少女リリカルなのは サウンドステージ 03
  - 魔法少女リリカルなのはA's サウンドステージ 01・03

- 君と僕。（しゅん〈幼少期〉）
- 僕と彼女の×××（椎名真琴）
- トレイン☆トレイン
- 異界繁盛記 ひよこや商店（木花）
- ねこきっさ（青葉クゥ）
- decade 〜Yukiru Sugisaki 10th Anniversary〜（原田梨紗、イクニ・アレクト、りぜる）

2006年
- THE IDOLM@STER シリーズ（水瀬伊織）
  - ドラマCD Scene.02 - 06
  - NEW STAGE 01

- 魔法少女リリカルなのはA's サウンドステージ 03（アリサ・バニングス）
- 貧乏姉妹物語（山田あす）
- テイルズ オブ ジ アビス（イオン、シンク、フローリアン）
- うたわれるものオリジナルドラマ シリーズ（カミュ）
- シューピアリア（アンジェリカ）
- 灼眼のシャナ Assorted Shana Vol.I - III（シャナ）
- ゼロの使い魔 キャラクターCD1 ルイズ&才人編（ルイズ・フランソワーズ・ル・ブラン・ド・ラ・ヴァリエール）
- 月宿る（少年圭嗣）
- ルーンファクトリー -新牧場物語-（めい）
- ロザリオとバンパイア（白雪みぞれ）
- おとぎ銃士 赤ずきんキャラクターミニアルバム第2巻 〜三銃士&りんご〜（木ノ下りんご）
- 魔界戦記ディスガイア2 ドラマCD2 〜魔界騒乱編〜（アデル〈幼少期〉）
- 学園アリス Vol.I〜III（今井蛍）
- レンタルマギカ webラジ voice theater（葛城みかん）
  - 魔法使いの宴
  - 魔法使いのススメ

- DJCD マリア様がみてる "La Vierge Marie Vous Regarde" 1 - 2巻（松平瞳子）

2007年
- THE IDOLM@STER シリーズ（水瀬伊織）
  - NEW STAGE 02 - 03
  - MASTER ARTIST 07 三浦あずさ

- レンタルマギカ スペシャルアルバム「THE 縁起物〜聴くと幸せになれる（かも）CD 」（葛城みかん）
- マリア様がみてる 集英社ドラマCDシリーズ（松平瞳子）
- Routes-ルーツ- オリジナルドラマCD（湯浅皐月）
- 魔法少女リリカルなのはStrikerS サウンドステージ01（アリサ・バニングス）
- 天使祝詞（駿河）
- ぷれい☆ステーショナリー2 ドラマCD Vol.2（くらら）
- タロットメイデンきさら（来栖川キサラ）
- ゼロの使い魔 〜双月の騎士〜（ルイズ・フランソワーズ・ル・ブラン・ド・ラ・ヴァリエール）
  - 感じるCD 〜ルイズ・キュルケ・タバサ〜
  - キャラクターCDシリーズ

- ショショリカ（エイコ＝ペンタエン）
- ハヤテのごとく!シリーズ（三千院ナギ）
- 鋼殻のレギオス ドラマCD（フェリ・ロス）
- 咲-Saki- ドラマCD（片岡優希）
- 霧 - the route of infection KANARIA.（クローイー / イーファ）
- ヒロイック・エイジ SIDEWAY I（メイル）
- ワガママだけど愛しくて（小学生の征二）

2008年
- アイドルマスター Eternal Prism 01（水瀬伊織）
- アオイシロドラマCD「青城奇譚」（若杉葛）
- ドキドキ☆ドラマCD 「学園アリス」（今井蛍）※『花とゆめ』2008年18・19号全員サービス
- レンタルマギカ Special Gift（葛城みかん）
  - 愛のアルバム〜for♂
  - 愛のアルバム〜for♀

- 恋する乙女と守護の楯 ドラマCD 〜妙子の温泉事件簿〜（如月修史 / 山田妙子）
- 灼眼のシャナII -Second- アニメージュスペシャルドラマCD「迷子の迷子のゆうじ君」（シャナ）
- ちょこっとヒメ（坂下莉夕）
- WORKING!!（小鳥遊なずな）
- 転生學園月光録 ドラマCD（姫宮夕）
- 仮面のメイドガイ 強制ご奉仕ドラマCD（シャナ）※DVD第2巻 初回限定版特典
- 隠の王 ドラマCD 『夏休み、別荘地盗難事件編』（六条壬晴）
- 絶対可憐チルドレン ドラマCD EPS.2nd（筑紫澪、桃太郎）
- とらドラ! Drama CD Vol.1（逢坂大河）

2009年
- アイドルマスター Eternal Prism 02 - 03（水瀬伊織）
- コープスパーティー・ブラッドカバー 第1巻（篠崎あゆみ）
- ドラゴンクライシス!（ローズ）
- Yourすいーとほーむ（緑川サツキ）
- お狐様の言うとおりッ! ドラマCD 第1巻（化丸）
- タビと道づれ（タビ）
- とらドラ! Drama CD Vol.2 - 3（逢坂大河）
- 猫神やおよろず（繭）
- あかね色に染まる坂 オリジナルドラマ（片桐優姫）
- れでぃ×ばと!（大地薫）
- ヘタリア ドラマCD vol.2（リヒテンシュタイン、ラトビア）
- SH@PPLE -しゃっぷる-（一駿河蜜）
- オトコのコはメイド服がお好き!?（リオ）
- ペルソナ4 ドラマCD Vol.1 - 2（久慈川りせ）
- ゴーストハント 〜忘れられた子どもたち〜 前編（原真砂子）
- サモンナイトX 〜Tears Crown〜 前編（エルナディータ）
- 海の御先（如月先生）
- えびてん 公立海老栖川高校天悶部（伊勢田結花）
- 恋愛ラボ（倉橋莉子）

2010年
- コープスパーティー・ブラッドカバー 第2巻（篠崎あゆみ）
- ペルソナ4 ドラマCD Vol.3（久慈川りせ）
- ゴーストハント 〜忘れられた子どもたち〜 後編（原真砂子）
- サモンナイトX 〜Tears Crown〜 後編（エルナディータ）
- おとぎドラマ・オオカミさんと七人の仲間たち『おおかみさんとおむすびころりん対決』（宇佐見美々）
- 学園天国パラドキシア（宴夜浬鎖）
- beatmania IIDX spin-off drama ROOTS26S [suite] Vol.3（菱宮津軽）
- 這いよれ! ニャル子さんEX〜ドリーミー・ドリーマー〜（ハスター / ハス太）
- スペシャル♥ドラマCD 『モノクロ少年少女』（巳待呉羽）※『花とゆめ』2010年4号付録
- ぼく、オタリーマン。（源さん）
- ブロッケンブラッド ドラマCD（守流津健一 / ノイシュヴァンシュタイン桜子）
- 絵本付クラシックドラマCD『チャイコフスキー：くるみ割り人形』
- 白アリッッ（白雪）

2011年
- THE IDOLM@STER（水瀬伊織）
  - ドラマCD ぷちます! -PETIT IDOLM@STER- Vol.1（水瀬伊織、いお）
  - MASTER ARTIST 2 -SECOND SEASON- 02 双海亜美

- 這いよれ! ニャル子さんGX フェイタルアトラクション（ハスター / ハス太）
- マンガ家さんとアシスタントさんと（黒井せな）
- 怪異いかさま博覧亭（五徳猫）

2012年
- 10歳の保健体育（似鳥翠蓮）※小説5+6巻ドラマCD付き特装版

2013年
- 異能バトルは日常系のなかで（姫木千冬）
- 妖怪アパートの幽雅な日常（クリ）※コミックス第4巻ドラマCD付き特装版
- 地獄堂霊界通信（新島良次）※コミックス第6巻ドラマCD付き特装版

2014年
- アイドルマスター ワンフォーオール 初回限定版付属 スペシャルドラマCD「765プロが行く！トップアイドルのお仕事見学」（水瀬伊織）
- バトルスピリッツ ソードアイズ DVD-BOX ドラマCD「熱き想いのゆくえ ハクア対キザクラ！」（ハクア・エストック）

2015年
- グランブルーファンタジー シリーズ（2015年 - 2016年、ビィ） - 3作品
- 最強銀河 究極ゼロ 〜バトルスピリッツ〜 ドラマCD（DVD-BOX特典）（リクト・エイプリル、ハクア・エストック）

2016年
- Fate ぐだぐだオーダー ドラマCD「帰ってきたぐだぐだお得テクニック」（織田信長）
- 魔法少女リリカルなのは Reflection（アリサ・バニングス）※ドラマCD付き特別鑑賞券 - 2種

2018年
- スクールガールストライカーズ 〜トゥインクルメロディーズ〜 Melody Collection ボイスドラマ（灰島依咲里、灰島華賀利）
- THE IDOLM@STER MILLION THE@TER GENERATION 05 夜想令嬢 -GRAC&E NOCTURNE-（ノエル〈水瀬伊織〉）

2019年
- 覇界王 〜ガオガイガー対ベターマン〜 the COMIC 第1巻特装版スペシャルCD（アルエット）

2024年
- アクアリウムは踊らない（キティ）

### オーディオドラマ
- スライムなダンジョンから天下をとろうと思う。（2014年、ストロフライ[567]）
- 京都多種族安全機構（2014年、日向冬乃[567]）
- サッポロ生ビール黒ラベル『大人のオーディオドラマ「星の見えるBARで」』（2022年、林原奈江[568]）
- ツンデレ魔女を殺せ、と女神は言った。（2023年、ステラ[569][570]）

### 吹き替え

#### 映画
- 遺体安置室 -死霊のめざめ-（ジェイミー・ドイル〈ステファニー・パットン〉）
- インセプション（フィリッパ・コブ）※テレビ朝日版
- ウェディング・フィーバー ゲスな男女のハワイ旅行（ジーニー）
- オーシャンズ8（アミータ〈ミンディ・カリング〉[571]）
- コッホ先生と僕らの革命（ヨスト・ボーンシュテッド）
- サイレントヒル: リベレーション3D（シャロン / アレッサ・ギレスピー）
- チケット・トゥ・パラダイス（レン〈ビリー・ラード〉[572]）
- テッド（子供の頃のテッド）
- テッド2（おもちゃのテッド[573]）
- ドルフ・ラングレン 処刑鮫（カーリー・グレイ / リリー・ブルックス・オブライアント）
- バイオハザードIII（ホワイト・クイーン〈マデリン・キャロル〉）※テレビ朝日版
- バイオハザードV リトリビューション（レッド・クイーン〈ミーガン・シャルパンティエ〉[574]）※テレビ朝日版
- パパが遺した物語（幼少期のケイティ・デイヴィス〈カイリー・ロジャーズ〉）
- ハンガー・ゲームシリーズ（プリムローズ・エヴァディーン〈ウィロウ・シールズ〉）
  - ハンガー・ゲーム[575]
  - ハンガー・ゲーム2
  - ハンガー・ゲーム FINAL: レジスタンス
  - ハンガー・ゲーム FINAL: レボリューション
- ピラニア3D（ローラ・フォレスター〈ブルックリン・プルー〉）
- THE 4TH KIND フォース・カインド（アシュリー）
- 星の王子 ニューヨークへ行く2（ティナーシェ〈アキレイ・ラヴ〉[576]）
- メン・イン・ブラック3（ジェームズ・ダレル・エドワーズ三世）
- ライラの冒険 黄金の羅針盤（ライラ・ベラクア〈ダコタ・ブルー・リチャーズ〉）※テレビ朝日版
- レゴニンジャゴー ザ・ムービー（少年）
- レゴ ムービー 2（ビアンカ）
- レボリューショナリー・ロード/燃え尽きるまで（ジェニファー・ウィラー）
- ワールド・ウォーZ[577]（トーマス〈トミー〉）

#### 海外ドラマ
- NCIS 〜ネイビー犯罪捜査班 シーズン10 #13（少女時代のアビゲイル・“アビー”・シュート〈ブライトン・シャルビノ〉）
- スーパーナチュラル シーズン11 #11・シーズン12 #17・#21（マーリーン (偽名)/エイリーン・リーヒー〈ショシャナー・スターン〉）
- ストレンジャー・シングス 未知の世界（イレブン〈ミリー・ボビー・ブラウン〉）
- BULL / ブル 法廷を操る男 シーズン3以降（テイラー・レンツェル〈マッケンジー・ミーハン (MacKenzie Meehan〉）

#### ドラマ
- ゲームシェイカーズ（ケンジー）[578]
- 三国志 Three Kingdoms（司馬炎）※最終話のみ
- ハーパーズ・アイランド 惨劇の島（マディソン・アレン）
- ハヤテのごとく! 〜美男〈イケメン〉執事がお守りします〜（シャオチー〈小芷 / 三千院ナギ〉）※第1話のみ（DVD収録）

#### アニメ
- おさるのジョージ（アリー）
- スター・ウォーズ レジスタンス（ニーナ）
- バービー ドリームトピア（チェルシー）
- ペッパピッグ（ペッパ）
- ヘラクレス（女子生徒）
- ボス・ベイビー（テディ[579]）
- マイリトルポニー: エクエストリア・ガールズ - 友情のジェットコースター（ビニエッタ・バレンシア）
- ラウド・ハウス（ロニー・アン・サンティアゴ）
- リサとガスパール（リサ）
- RWBY（オスカー・パイン）
- ルビー・グルーム（ルビー）
- 攻略うぉんてっど!〜異世界救います!?〜（よわよわゴブリン姉妹1）

### 特撮
- スーパー戦隊シリーズ
  - 帰ってきた動物戦隊ジュウオウジャー お命頂戴!地球王者決定戦（2017年、リリアンの声[580]）
  - 快盗戦隊ルパンレンジャーVS警察戦隊パトレンジャー（2018年、ジム・カーターの声）[581]
  - 快盗戦隊ルパンレンジャー＋警察戦隊パトレンジャー 〜究極の変合体!〜（2018年、ジム・カーターの声）
  - 警察戦隊パトレンジャー Feat. 快盗戦隊ルパンレンジャー 〜もう一人のパトレン2号〜（2018年、ジム・カーターの声）
  - ルパンレンジャーVSパトレンジャーVSキュウレンジャー（2019年、ジム・カーターの声）
  - 劇場版 騎士竜戦隊リュウソウジャーVSルパンレンジャーVSパトレンジャー（2020年、ジム・カーターの声）

### テレビドラマ
- のだめカンタービレ 第4話 劇中アニメ「プリごろ太 宇宙の友情大冒険」（2006年、リオナの声）
- ゆうべはお楽しみでしたね（2019年、パウダーの声[582]）
- 刑事ゼロ 第7話（2019年、月影カレンの声[583]）
- トクメイ!警視庁特別会計係 第10話（2023年、チャットピーポーの声[584]）
- 風のふく島 第4話（2025年2月1日、スマモビくんの声[585]）

### Webドラマ
- 銀魂2 -世にも奇妙な銀魂ちゃん-「眠れないアル篇」（2018年[586]、ラジオの声）

### デジタルコミック
- VOMIC
  - 銀魂（2010年、神楽）
  - BLEACH（2011年、黒崎夏梨）
  - ニポンゴ（2013年、サーシャ・ペレペルキナ）
- 未来のムスコ～恋人いない歴10年の私に息子が降ってきた!（2022年、颯太[587]）

### ナレーション
- 実写映画 銀魂TV-CM（2017年）
- 牙狼<GARO> -VANISHING LINE- 特別編「PAUSE」（テレビ東京系、2018年）
- 朝ごはんの現場（NHK総合、ナレーション、2018年6月、NHKニュースおはよう日本のコーナー）
- 伝説の遺物！旧約聖書の謎（ナショナル ジオグラフィック）
- 林修の今でしょ！講座 2時間スペシャル（2021年1月26日、テレビ朝日）[588]

### ラジオ
※はインターネット配信。
- カーニバルだよ、ちはる組（1999年 - 2000年、FM-FUJI）
- 釘宮理恵のSister Communication（2001年、インターネットTV※）
- VOICE CREW（2002年 - 2003年、FM NACK5）
- 釘宮理恵のおやじステーション（2003年、文化放送・インターネットラジオ※）
- アニプレックスアワー ハガレン放送局（2003年 - 2005年、ラジオ大阪・文化放送）
- ゼロの使い魔 on the radio 〜トリステイン魔法学院へようこそ〜（2006年 - 2009年、メディファクラジオ※）
- エレンディア放送局 リヴィエラジオ（2006年 - 2007年、音泉※）
- BLEACH “B” STATION（2007年、ラジオ大阪）
- ハヤテのごとく! Radio the combat butler（2007年 - 2008年、音泉※）
- ハヤコン（2008年 - 2009年、音泉※）
- 鋼の錬金術師・ラジオFA宣言（2009年 - 2010年、音泉※・アニメイトTV※）
- ラジオ・クイーンズブレイド 沼地の魔女の手下たち（2009年、メディファクラジオ※）
- ハヤサン（2010年 - 2011年、音泉※）
- ドラクラジオ!二人のロスト・プレシャス（2010年 - 2011年、HiBiKi Radio Station※）
- 武偵高広報室便り（2011年、JVCエンタテインメント※）
- ゼロの使い魔 on the radio 〜トリステイン王国へようこそ〜（2011年 - 2012年、HiBiKi Radio Station※）
- 釘宮理恵のいつだって、はじめのいっぽ（2019年 - 、音泉※[589]）
- 阪口くんと釘宮さんのブックトラベラー（2022年、ラジオ大阪）[590]
- Lv2からチートだった元勇者候補のまったり異世界ライフ on the radio（2024年、音泉※[591]・文化放送）[592]

### ラジオCD
- ラジオCD ハヤラブ vol.1※新規撮り下ろしゲスト

### パチンコ・パチスロ
2007年
- 名門!夢色学園生徒会（麻井すもも）

2008年
- CR戦国乙女（明智ミツヒデ）
- CR天空歌舞伎（牛若丸）
- ハイサイ蝶特急（さつき）
- beatmania（ツガル）

2009年
- 快盗天使ツインエンジェル2（葉月クルミ / ホワイトエンジェル）
- がんばれゴエモン（ゆき姫）
- がんばれ満月姫!（三日月姫）

2010年
- マジカルハロウィン2（フロスト・アウスレーゼ）

2011年
- がんばれゴエモン2 奇天烈回胴活劇（ゆき姫）
- CR戦国乙女2（明智ミツヒデ）
- パチスロ快盗天使ツインエンジェル3（葉月クルミ / ホワイトエンジェル）
- ぱちんこCRアラジンNEO 小さな皇女と天魔の都（メイリン）
- マジカルハロウィン3（フロスト・アウスレーゼ）
- フィーバー らんま1/2（シャンプー）

2012年
- パチスロ鉄のラインバレル（遠藤イズナ）
- THE IDOLM@STER LIVE in SLOT!（水瀬伊織）
- 忍術決戦CR双影（霧隠才蔵）

2013年
- ぱちんこCR鉄のラインバレル（遠藤イズナ）
- CR戦国乙女3〜乱〜（明智ミツヒデ）
- 戦国乙女〜剣戟に舞う白き剣聖〜（明智ミツヒデ）
- ぱちんこCRアラジンTURBO 闇の魔神と暗黒のピラミッド（メイリン）
- CR百花繚乱 サムライガールズ（真田幸村）
- ペルソナ4 The SLOT（久慈川りせ）
- マジカルハロウィン4（フロスト・アウスレーゼ）

2014年
- パチスロうみねこのなく頃に（紗音）
- CRおしおきピラミッ伝with丸高愛実（バステト）
- CR緋弾のアリア（神崎・H・アリア）

2015年
- パチスロ百花繚乱 サムライガールズ（真田幸村）

2016年
- 戦国乙女2〜深淵に輝く気高き将星〜（明智ミツヒデ）
- パチスロウィッチクラフトワークス（クロノワールシュヴァルツ・シックス）
- マジカルハロウィン5（フロスト・アウスレーゼ）

2017年
- シンデレラブレイド3（王子）
- CR戦国乙女〜花〜（明智ミツヒデ）
- CR魔法先生ネギま!（月詠）

2021年
- Pガールフレンド（仮）（加賀美茉莉）
- Pフィーバー アイドルマスター ミリオンライブ!（水瀬伊織）
- パチスロ アイドルマスター ミリオンライブ!（水瀬伊織）
- パチスロ楽園追放（アンジェラ・バルザック）
- Pデビルマン 〜疾風迅雷〜（アマイモン）

2025年
- スマスロ マギアレコード 魔法少女まどか☆マギカ外伝（里見灯花）
- e マギアレコード 魔法少女まどか☆マギカ外伝（里見灯花）

### BD・DVD
- はとにまめでっぽ! (上巻・下巻) (2001年)
- THE IDOLM@STER MASTER MOVIE（2006年9月27日）
- THE IDOLM@STER 5th ANNIVERSARY The world is all one !!（2011年）
- THE IDOLM@STER 7th ANNIVERSARY 765PRO ALLSTARS みんなといっしょに!（2012年）[596]
- THE IDOLM@STER 8th ANNIVERSARY HOP! STEP!! FESTIV@L!!! @MAKUHARI0922（2014年）[597]
- THE IDOLM@STER M@STERS OF IDOL WORLD!!2014（2014年）[598]
- THE IDOLM@STER 9th ANNIVERSARY WE ARE M@STERPIECE!!（2015年）[599]
- THE IDOLM@STER M@STER OF IDOL WORLD!!2015 Live Blu-ray（2016年）[600]
- THE IDOLM@STER PRODUCER MEETING 2017 765PRO ALLSTARS FUN TO THE NEW VISION!! EVENT Blu-ray PERFECT BOX（2017年11月22日）
- THE IDOLM@STER 765 MILLIONSTARS HOTCHPOTCH FESTIV@L!! LIVE Blu-ray DAY2（2018年11月21日）[601]
- THE IDOLM@STER ニューイヤーライブ!! 初星宴舞 LIVE Blu-ray 絢爛装丁版（2019年1月30日）[602]
- THE IDOLM@STER PRODUCER MEETING 2018 What is TOP!!!!!!!!!!!!!!? EVENT Blu-ray PERFECT BOX（2019年7月31日）[603]
- バンダイナムコエンターテインメントフェスティバル 2days LIVE Blu-ray（2020年9月9日）
- THE IDOLM＠STER 765PRO ALLSTARS LIVE SUNRICH COLORFUL LIVE Blu-ray（2023年7月26日）[604]
- THE IDOLM@STER M@STERS OF IDOL WORLD!!!!! 2023 Blu-ray PERFECT BOX!!!!!（2023年12月13日）[605]

### その他コンテンツ
- サウンドロップ萌え2（バンダイ）
- ワンセグ携帯テレビ SEGNITY（ナビゲーション音声）[606]
- ツンデレカルタ（読み手）
- ツンデレ百人一首（読み手）
- ツンデレタロット（読み手）
- バンダイ公式サイトナビゲーション（まめっち）
- デジタルノベル ケイクランドストーリー（スフレ）※『テックウィン』掲載
- ∞プチプチ ぷち萌え（幼なじみ、ツンデレ、妹、メイド）
- コスモ石油 CM（ALA（5-アミノレブリン酸）肥料、マスコットのALAちゃん）
- アイアイメディカル CM（パンナポンパ）
- 眠れないCDシリーズVol.3 妹にまとわりつかれて眠れないCD（由梨香）
- マクドナルド ハッピーセット CM（まめっち）
- まるごと★よみきかせ昔話（ナレーション）
- MAPLUS ポータブルナビ2 追加データ（ラティ/2008年） - 有料ダウンロードにより使えるようになるツンデレナビゲーション音声
- アニメギガ（ゲスト/2008年5月13日）※NHK BS2
- トロ・ステーション（テレビさん） - 第555回
- honeybee 羊でおやすみシリーズ Vol.20「いいから横になれよ」
- 見えるぞ!ニッポン（チーズ）※NHK教育 デジタル教育1
- あにてれ Presents アニソンぷらす+（ゲスト）※テレビ東京
- アットゲームズ こえペタ 声ガチャ第1〜2弾「桜庭れみ&桜庭そら」編（桜庭れみ/2008年）
- サンデーCM劇場「境界のRINNE」（2009年、六文）
- 同人ゲーム ELEMENTAL BATTLE ACADEMY（リエル＝ヴェルデ/2010年）
- 週刊トロ・ステーション第107号「みんなの力で、BD化プロジェクト達成！」（2011年11月19日）
- 噂の現場にチョクメン!マコトシヤカ（ビィの声/2016年3月18日）
- オーディオドラマ『グランブルーファンタジー OTOCA』（2016年 - 2017年、ビィ） - 4作品[一覧 72]
- 天才てれびくんYOU（きふじんぬ）※NHK教育 デジタル教育1
- Rの法則「海外ドラマ"ゲームシェイカー"と声優の世界」（2017年6月7日）※NHK教育
- けい太くん（2017年6月30日）[607] ※京王電鉄公式キャラクター
- 特捜警察ジャンポリス（2018年8月25日）※テレビ東京
- 『楽園ノイズ』【電撃文庫朗読してみた】（2020年12月8日、朗読[608]）
- 『日和ちゃんのお願いは絶対』【電撃文庫朗読してみた】（2020年12月8日、朗読[608]）
- 『豚のレバーは加熱しろ』【電撃文庫朗読してみた】（2020年12月8日、朗読[608]）
- ドラえもん＆SF短編 宇宙（そら）からのオトシダマ（2023年2月9日 - 2024年2月14日、タマゴン） ※藤子・F・不二雄ミュージアム Fシアター上映作品[609]
- ヤマザキビスケット『「今日の3時はどのサンド？」キャンペーン』（2023年10月、レモン）[610]
- クソ女に幸あれ『「4股」と嘘ついた子が元カレと入れ替わる話（CV:釘宮理恵）』（2024年1月6日、西川檸檬[611]）
- 『ツンデレなわたくしが可愛いなんて正気ですか？』PV（2024年10月17日、ローズ[612]）
- マクドナルド『これが私の寄り道マック「デート帰り」篇』（2025年4月2日[613][614]）
- マクドナルド『これが私の寄り道マック「推し活」篇』（2025年4月3日[615][616]）

### 舞台
- VISUALIVE『ペルソナ4』（2012年3月15日 - 20日、サンシャイン劇場） - 久慈川りせ 役（声の出演）
- 絢爛とか爛漫とか（モダンガール版）（2012年、主演）
- ドキドキ!プリキュア ミュージカルショー♪ 〜アニマルランドでだいぼうけん!〜（2013年、円亜久里 / キュアエース）
- カサブタかきむしれっ!（演劇ユニット3LDK ザ・ポケット）（2014年）
- 演劇企画CRANQ 3rd STAGE「止むに止まれず！」（2015年2月14日、中野ザ・ポケット） - 謎の女 役[617]
- AD-LIVE
  - 2015（2015年9月13日、パルテノン多摩）
  - 2016（2016年10月29日、メルパルク大阪）
- 伝六捕物帖 KOI/KATAKI（岸野笑組公演 下北沢本多劇場）（2015年）
- 『ライブ・ファンタジー「FAIRY TAIL」』（2016年4月30日 - 5月9日、サンシャイン劇場 / 7月1日 - 3日、上海・藝海劇院） - ハッピー 役（声の出演）[618]
- 演劇企画CRANQ 4th STAGE Sound Play #1『プリモ・ピアット〜おいしい関係〜』（2016年）
- MIDSUMMER CAROL ガマ王子 vs ザリガニ魔人（2017年8月16日 - 20日、シアターサンモール / 9月2日・3日、ABCホール） - パコのママ 役〈蓮城まこととWキャスト〉
- シアトリカル・ライブ 第4弾 『THE BLACK PRINCE』（2017年、デフロット）
- 詠唱劇「新本格魔法少女りすか」 第一話 やさしい魔法はつかえない。 act.2（2020年10月27日、Mixalive TOKYO HallMixa・配信） - 水倉りすか / 水倉破記 役[619]

## ディスコグラフィ

### シングル
|     | 発売日        | タイトル                                       | 規格品番   | オリコン 最高位 |
| --- | ------------- | ---------------------------------------------- | ---------- | --------------- |
| 1st | 2002年4月17日 | はじめて♥しましょ！/ほんきのパワーのだっしゅ！ | PCCG-70002 | 圏外            |

### ミニアルバム
|            | 発売日        | タイトル   | 規格品番    | 規格品番     | オリコン 最高位 |
| 初回限定盤 | 発売日        | タイトル   | 通常盤      |              | オリコン 最高位 |
| ---------- | ------------- | ---------- | ----------- | ------------ | --------------- |
| 1st        | 2012年6月20日 | kokohadoko | LASA-5127/8 | LASA-5129/30 | 22位            |
| 2nd        | 2020年4月8日  | せめて空を |             | LACA-15822   | 53位            |

### キャラクターソング
| 発売日   | 商品名 | 歌 | 楽曲 | 備考                                                                                                   |
| 2000年   | 2000年 | 2000年 | 2000年 | 2000年                                                                                                 |
| -------- | --- | --- | --- | --- |
| 10月21日 | HAND MAID メイ 1/6キャラメイっぱい 〜BGMもうイっぱい                                                                       | レナ（釘宮理恵） | 「大きくなったら…。」 | テレビアニメ『HAND MAID メイ』関連曲                                                                   |
| 2002年   | | | | |
| 6月26日  | Sigh,Sigh. | 植松小星（釘宮理恵） | 「Sigh,Sigh.」 「小さな願い」 | テレビアニメ『ぴたテン』関連曲                                                                         |
| 5月22日  | 萌えてこそ・コスプレ/コスプレ音頭                                                                                          | 長谷川チャコ（野川さくら）、デルモ（釘宮理恵）、今井まりあ（千葉紗子）、今井あてな（清水愛）、ジェニー・マテル（渡辺明乃）、青島麗華（たかはし智秋） | 「萌えてこそ・コスプレ」 | OVA『こすぷれCOMPLEX』オープニングテーマ                                                               |
| 5月22日  | 萌えてこそ・コスプレ/コスプレ音頭                                                                                          | 長谷川チャコ（野川さくら）、デルモ（釘宮理恵）、今井まりあ（千葉紗子）、今井あてな（清水愛）、ジェニー・マテル（渡辺明乃）、青島麗華（たかはし智秋） | 「コスプレ音頭」 | OVA『こすぷれCOMPLEX』エンディングテーマ                                                               |
| 9月25日  | こすぷれCOMPLEX ORIGINAL SOUND TRACK さんとらCOMPLEX                                                                       | 長谷川チャコ（野川さくら）、デルモ（釘宮理恵）、今井まりあ（千葉紗子）、今井あてな（清水愛）、ジェニー・マテル（渡辺明乃）、青島麗華（たかはし智秋） | 「萌えてこそ・コスプレ（マキシとちょっと違うver.）」 「コスプレ音頭（マキシとちょっと違うver.）」 | OVA『こすぷれCOMPLEX』関連曲                                                                           |
| 2003年   | | | | |
| 7月24日  | 金色のガッシュベル!! キャラクターソングシリーズ LEVEL.4「大海恵&ティオ」                                                   | ティオ（釘宮理恵） | 「ヒトツノミライ」 | テレビアニメ『金色のガッシュベル!!』関連曲                                                             |
| 7月24日  | 金色のガッシュベル!! キャラクターソングシリーズ LEVEL.4「大海恵&ティオ」                                                   | 大海恵（前田愛）、ティオ（釘宮理恵） | 「優しさのチカラ」 | テレビアニメ『金色のガッシュベル!!』関連曲                                                             |
| 7月24日  | わがまま☆フェアリー ミルモでポン! デュエットシリーズ 4 ムルモ&松竹                                                         | ムルモ（釘宮理恵） | 「無敵のプリティ大作戦」 | テレビアニメ『わがまま☆フェアリー ミルモでポン!』関連曲                                                |
| 7月24日  | わがまま☆フェアリー ミルモでポン! デュエットシリーズ 4 ムルモ&松竹                                                         | 松竹香（保志総一朗）、ムルモ（釘宮理恵） | 「スペシャ〜ル スマイルッ！」 | テレビアニメ『わがまま☆フェアリー ミルモでポン!』エンディングテーマ                                    |
| 8月21日  | きいちゃおう ミルモでポン！ベスト1                                                                                         | 妖精たち&人間たち | 「マジカル☆ポ〜ン！」 | テレビアニメ『わがまま☆フェアリー ミルモでポン!』関連曲                                                |
| 11月2日  | わがまま☆フェアリー ミルモでポン! ちょっとすてきな物語〜冬編〜                                                             | ミルモ（小桜エツ子）、リルム（麻績村まゆ子）、ヤシチ（ゆきじ）、ムルモ（釘宮理恵） | 「なぞのほっぺ」 | テレビアニメ『わがまま☆フェアリー ミルモでポン!』関連曲                                                |
| 2004年   | | | | |
| 2月4日   | 0 or ∞-Love or Unlimited-                                                                                                  | あてな☆ | 「0 or ∞-Love or Unlimited-」 | テレビアニメ『BURN-UP SCRAMBLE』エンディングテーマ                                                     |
| 2月25日  | わがまま☆フェアリー ミルモでポン! フェアリーコンサート 〜みんなで歌おう童謡まつり〜                                        | ヤシチ（ゆきじ）、ムルモ（釘宮理恵） | 「アイアイ」 | テレビアニメ『わがまま☆フェアリー ミルモでポン!』関連曲                                                |
| 2月25日  | わがまま☆フェアリー ミルモでポン! フェアリーコンサート 〜みんなで歌おう童謡まつり〜                                        | ムルモ（釘宮理恵） | 「いぬのおまわりさん」 | テレビアニメ『わがまま☆フェアリー ミルモでポン!』関連曲                                                |
| 3月3日   | BURN-UP SCRAMBLE song collection（2） ふたりだけのPARTY                                                                    | 神宮真弥（釘宮理恵） | 「ふたりだけのPARTY」 「0 or ∞-Love or Unlimited-」 | テレビアニメ『BURN-UP SCRAMBLE』関連曲                                                                 |
| 6月30日  | わがまま☆フェアリー ミルモでポン! キャラクターソングシリーズ1〜ミルモ・ムルモ・妖精忍者・タコス〜                          | ミルモ（小桜エツ子）、ムルモ（釘宮理恵） | 「SWEET MIX」 | テレビアニメ『わがまま☆フェアリー ミルモでポン!』関連曲                                                |
| 8月18日  | HAGAREN SONG FILE -EDWARD ELRIC-                                                                                           | エドワード・エルリック（朴璐美）、アルフォンス・エルリック（釘宮理恵）、ウィンリィ・ロックベル（豊口めぐみ） | 「鋼のこころ」 | テレビアニメ『鋼の錬金術師』関連曲                                                                     |
| 8月25日  | 金色のガッシュベル!! キャラクターソングシリーズ ガールズサイド                                                             | ティオ（釘宮理恵） | 「ひだまりDIARY」 | テレビアニメ『金色のガッシュベル!!』関連曲                                                             |
| 9月24日  | ニニンがシノブ伝 サウンドトラック&ソングス                                                                                 | 忍（水樹奈々）、楓（川澄綾子）、雅（釘宮理恵） | 「いきなりキッス」 | テレビアニメ『ニニンがシノブ伝』関連曲                                                                 |
| 10月6日  | わがまま☆フェアリー ミルモでポン! 〜わんだほう〜 ミルモでベスト! てんこもりだぜい                                          | ムルモ（釘宮理恵） | 「Happy Happy Day Shu Shu☆」 | テレビアニメ『わがまま☆フェアリー ミルモでポン!』関連曲                                                |
| 10月6日  | わがまま☆フェアリー ミルモでポン! 〜わんだほう〜 ミルモでベスト! てんこもりだぜい                                          | ミルモ（小桜エツ子）、南楓（中原麻衣）、リルム（麻績村まゆ子）、ヤシチ（ゆきじ）、ムルモ（釘宮理恵）、タコス（水田わさび）、サスケ（くまいもとこ）、ハンゾー（下屋則子）、ヤマネ（村井かずさ）                                                                             | 「ミルモのおかしな言葉」 | テレビアニメ『わがまま☆フェアリー ミルモでポン!』関連曲                                                |
| 11月26日 | 魔法少女リリカルなのは サウンドステージ01                                                                                  | アリサ・バニングス（釘宮理恵） | 「Precious time」 | テレビアニメ『魔法少女リリカルなのは』関連曲                                                           |
| 12月22日 | ピカピカの太陽/幸せの虹 | 佐倉蜜柑（植田佳奈）、今井蛍（釘宮理恵） | 「幸せの虹」 | テレビアニメ『学園アリス』エンディングテーマ                                                           |
| 2005年   | | | | |
| 3月24日  | HAGAREN SONG FILE -ALPHONSE ELRIC-                                                                                         | アルフォンス・エルリック（釘宮理恵） | 「あの夢の向こうへ」 「ボクハココニイル」 | テレビアニメ『鋼の錬金術師』関連曲                                                                     |
| 3月24日  | わがまま☆フェアリー ミルモでポン! 〜わんだほう〜 ミルモでベスト! 最高だぜい                                                | ムルモ（釘宮理恵）、パピィ（間宮くるみ） | 「うらはらはぁと」 | テレビアニメ『わがまま☆フェアリー ミルモでポン!』関連曲                                                |
| 5月18日  | グローランサーIV オリジナル・キャラクターソング・アルバム                                                                  | レオナ（釘宮理恵） | 「アナタを独り占め」 | ゲーム『グローランサーIV』関連曲                                                                       |
| 5月18日  | グローランサーIV オリジナル・キャラクターソング・アルバム                                                                  | イライザ（浅野真澄）、ユニ（かかずゆみ）、レミィ（金田朋子）、レオナ（釘宮理恵）、ヴァレリー（櫻井孝宏）、シルヴァネール（園崎未恵）、クレヴァニール（高橋直純）、アルフォンス&クリストファー（高橋広樹）、ピティ（豊口めぐみ）                                            | 「SAILING」 | ゲーム『グローランサーIV』関連曲                                                                       |
| 5月25日  | 金色のガッシュベル!! キャラクターソングシーズ ガッシュ with ベストフレンズ                                                 | ティオ（釘宮理恵） | 「噂のプリティーガール」 | テレビアニメ『金色のガッシュベル!!』関連曲                                                             |
| 9月9日   | 撲殺天使ドクロちゃん キャラクターソングだよ！ドクロちゃん！                                                                | サバトちゃん（釘宮理恵） | 「賞味期限ブルース」 | テレビアニメ『撲殺天使ドクロちゃん』関連曲                                                             |
| 11月2日  | わがまま☆フェアリー ミルモでポン! さよならミルモ!! ベリーベストソングス                                                    | ムルモ（釘宮理恵） | 「Happy Happy Day shu shu☆」 | テレビアニメ『わがまま☆フェアリー ミルモでポン!』関連曲                                                |
| 11月30日 | THE IDOLM@STER MASTERPIECE 03 ポジティブ！                                                                                 | 水瀬伊織（釘宮理恵）、高槻やよい（仁後真耶子）、双海亜美 / 真美（下田麻美） | 「ポジティブ！（M@STER VERSION）」 「THE IDOLM@STER（IYAM VERSION）」 | ゲーム『THE IDOLM@STER』関連曲                                                                         |
| 11月30日 | THE IDOLM@STER MASTERPIECE 03 ポジティブ！                                                                                 | 水瀬伊織（釘宮理恵） | 「Here we go!!」 | ゲーム『THE IDOLM@STER』関連曲                                                                         |
| 12月21日 | HAGAREN SONG FILE -BEST COMPILATION-                                                                                       | アルフォンス・エルリック（釘宮理恵） | 「あの夢の向こうへ -Orchestra version-」 | テレビアニメ『鋼の錬金術師』関連曲                                                                     |
| 12月21日 | HAGAREN SONG FILE -BEST COMPILATION-                                                                                       | エドワード・エルリック（朴璐美）、アルフォンス・エルリック（釘宮理恵）、ウィンリィ・ロックベル（豊口めぐみ）、ロイ・マスタング（大川透）、マース・ヒューズ（藤原啓治） | 「LASTMEETing.」 「Good!」 | テレビアニメ『鋼の錬金術師』関連曲                                                                     |
| 2006年   | | | | |
| 2月22日  | 灼眼のシャナ Assorted Shana VOL.I                                                                                          | シャナ（釘宮理恵） | 「EXIST」 | テレビアニメ『灼眼のシャナ』関連曲                                                                     |
| 3月22日  | THE IDOLM@STER MASTERPIECE 04                                                                                              | 天海春香（中村繪里子）、水瀬伊織（釘宮理恵）、如月千早（今井麻美） | 「太陽のジェラシー（M@STER VERSION）」 | ゲーム『THE IDOLM@STER』関連曲                                                                         |
| 3月22日  | THE IDOLM@STER MASTERPIECE 04                                                                                              | 天海春香（中村繪里子）、如月千早（今井麻美）、萩原雪歩（落合祐里香）、高槻やよい（仁後真耶子）、秋月律子（若林直美）、三浦あずさ（たかはし智秋）、水瀬伊織（釘宮理恵）、菊地真（平田宏美）、双海亜美 / 真美（下田麻美）                                                    | 「THE IDOLM@STER」 | ゲーム『THE IDOLM@STER』関連曲                                                                         |
| 3月22日  | THE IDOLM@STER MASTERPIECE 04                                                                                              | 菊地真（平田宏美）、水瀬伊織（釘宮理恵）、三浦あずさ（たかはし智秋） | 「蒼い鳥」 | ゲーム『THE IDOLM@STER』関連曲                                                                         |
| 3月22日  | THE IDOLM@STER MASTERPIECE 04                                                                                              | 水瀬伊織（釘宮理恵）、天海春香（中村繪里子）、如月千早（今井麻美） | 「おはよう!! 朝ご飯」 | ゲーム『THE IDOLM@STER』関連曲                                                                         |
| 3月22日  | THE IDOLM@STER MASTERPIECE 04                                                                                              | 水瀬伊織（釘宮理恵）、双海亜美 / 真美（下田麻美） | 「魔法をかけて！」 | ゲーム『THE IDOLM@STER』関連曲                                                                         |
| 4月21日  | 灼眼のシャナ Assorted Shana VOL.III                                                                                        | シャナ（釘宮理恵） | 「ブルースカイ」 | テレビアニメ『灼眼のシャナ』関連曲                                                                     |
| 5月31日  | THE IDOLM@STER MASTERPIECE 05                                                                                              | 水瀬伊織（釘宮理恵）、天海春香（中村繪里子）、高槻やよい（仁後真耶子） | 「Here we go!!（M@STER VERSION）」 | ゲーム『THE IDOLM@STER』関連曲                                                                         |
| 5月31日  | THE IDOLM@STER MASTERPIECE 05                                                                                              | 天海春香（中村繪里子）、如月千早（今井麻美）、萩原雪歩（落合祐里香）、高槻やよい（仁後真耶子）、秋月律子（若林直美）、三浦あずさ（たかはし智秋）、水瀬伊織（釘宮理恵）、菊地真（平田宏美）、双海亜美 / 真美（下田麻美）                                                    | 「THE IDOLM@STER（M@STER VERSION -REMIX-）」 | ゲーム『THE IDOLM@STER』関連曲                                                                         |
| 7月19日  | THE IDOLM@STER MASTER BOX                                                                                                  | 水瀬伊織（釘宮理恵） | 「太陽のジェラシー」 「おはよう!! 朝ご飯」 「9:02pm」 「蒼い鳥」 「魔法をかけて!」 「エージェント夜を往く」 「First Stage」 「ポジティブ!」 「THE IDOLM@STER」 | ゲーム『THE IDOLM@STER』関連曲                                                                         |
| 8月9日   | ホントノキモチ/永遠を探したい                                                                                              | ルイズ（釘宮理恵） | 「ホントノキモチ」 | テレビアニメ『ゼロの使い魔』エンディングテーマ                                                         |
| 8月9日   | ホントノキモチ/永遠を探したい                                                                                              | ルイズ（釘宮理恵） | 「永遠を探したい」 | ゲーム『ゼロの使い魔』エンディングテーマ                                                               |
| 9月6日   | 「ゼロの使い魔」キャラクターCD1 ルイズ&才人編                                                                              | ルイズ（釘宮理恵） | 「Follow Me!!」 | テレビアニメ『ゼロの使い魔』関連曲                                                                     |
| 12月20日 | THE IDOLM@STER MASTERWORK 00 私はアイドル♡                                                                                 | IM@S ALLSTARS | 「THE IDOLM@STER」 | ゲーム『THE IDOLM@STER』関連曲                                                                         |
| 2007年   | | | | |
| 1月31日  | THE IDOLM@STER MASTERWORK 01 GO MY WAY!!                                                                                   | 天海春香（中村繪里子）、水瀬伊織（釘宮理恵）、高槻やよい（仁後真耶子） | 「GO MY WAY!!（M@STER VERSION）」 | ゲーム『THE IDOLM@STER』関連曲                                                                         |
| 1月31日  | THE IDOLM@STER MASTERWORK 01 GO MY WAY!!                                                                                   | 水瀬伊織（釘宮理恵） | 「Here we go!!（M@STER VERSION）」 | ゲーム『THE IDOLM@STER』関連曲                                                                         |
| 3月22日  | THE IDOLM@STER MASTERWORK 03 まっすぐ                                                                                      | 水瀬伊織（釘宮理恵）、高槻やよい（仁後真耶子）、双海亜美 / 真美（下田麻美） | 「私はアイドル♡（M@STER VERSION）」 | ゲーム『THE IDOLM@STER』関連曲                                                                         |
| 4月4日   | THE IDOLM@STER MASTER BOX II                                                                                               | 水瀬伊織（釘宮理恵） | 「思い出をありがとう」 「relations」 「まっすぐ」 「My Best Friend」 | ゲーム『THE IDOLM@STER』関連曲                                                                         |
| 4月18日  | デジモンセイバーズ ベストヒッツ＋キャラクターニューソングス                                                                | イクト（釘宮理恵）、ファルコモン（神代知衣） | 「Friendship!!」 | テレビアニメ『デジモンセイバーズ』関連曲                                                               |
| 7月25日  | ハヤテのごとく！ キャラクターCD3 三千院ナギ starring 釘宮理恵」                                                            | 三千院ナギ（釘宮理恵） | 「だめっ！」 「ぞ！」 | テレビアニメ『ハヤテのごとく！』関連曲                                                                 |
| 7月25日  | ハヤテのごとく！ キャラクターCD EXTRA「白皇学院校歌」                                                                      | 綾崎ハヤテ（白石涼子）、マリア（田中理恵）、三千院ナギ（釘宮理恵）、桂ヒナギク（伊藤静） | 「白皇学院校歌」 | テレビアニメ『ハヤテのごとく！』関連曲                                                                 |
| 8月8日   | スキ? キライ!? スキ!!! | ルイズ（釘宮理恵） | 「スキ？ キライ!? スキ!!!」 | テレビアニメ『ゼロの使い魔〜双月の騎士〜』エンディングテーマ                                           |
| 8月8日   | スキ? キライ!? スキ!!! | ルイズ（釘宮理恵） | 「Two Moons」 | ゲーム『ゼロの使い魔 夢魔が紡ぐ夜風の幻想曲』エンディングテーマ                                        |
| 9月5日   | THE IDOLM@STER MASTER ARTIST 08 水瀬伊織                                                                                   | 水瀬伊織（釘宮理恵） | 「フタリの記憶」 「ガーネット」 「ドゥー・ユー・リメンバー・ミー」 「私はアイドル♡（M@STER VERSION）」 「GO MY WAY!!（M@STER VERSION）」 「i」 | ゲーム『THE IDOLM@STER』関連曲                                                                         |
| 10月10日 | ゼロの使い魔〜双月の騎士〜 キャラクターCD1                                                                                 | ルイズ（釘宮理恵） | 「未来に夢を届けに行こう」 | テレビアニメ『ゼロの使い魔〜双月の騎士〜』関連曲                                                       |
| 10月24日 | THE IDOLM@STER MASTER ARTIST FINALE 765プロ ALLSTARS                                                                       | IM@S ALLSTARS | 「団結」 | ゲーム『THE IDOLM@STER』関連曲                                                                         |
| 10月24日 | THE IDOLM@STER MASTER ARTIST FINALE 765プロ ALLSTARS                                                                       | IM@S ALLSTARS+ | 「i」 | ゲーム『THE IDOLM@STER』関連曲                                                                         |
| 12月26日 | ヒロイック・エイジ SIDE WAY I                                                                                              | テイル（田村ゆかり）、メイル（釘宮理恵） | 「Super2 idol tune」 | テレビアニメ『ヒロイック・エイジ』関連曲                                                               |
| 2008年   | | | | |
| 2月22日  | 灼眼のシャナII SPLENDIDE SHANA Vol.I                                                                                       | シャナ（釘宮理恵） | 「EXIST II」 | テレビアニメ『灼眼のシャナII』関連曲                                                                   |
| 3月21日  | ハヤテのごとく！ キャラクターCD11 綾崎ハーマイオニーVS魔法少女プリティ・ナギ starring 白石涼子&釘宮理恵                    | 魔法少女プリティ・ナギ（釘宮理恵） | 「恋したらファンタジー」 | テレビアニメ『ハヤテのごとく!』関連曲                                                                  |
| 3月26日  | 「ロザリオとバンパイア」キャラクターソング4 白雪みぞれ                                                                     | 白雪みぞれ（釘宮理恵） | 「雪解けの恋心」 「スローモーション」 | テレビアニメ『ロザリオとバンパイア』関連曲                                                             |
| 3月26日  | 「ロザリオとバンパイア」キャラクターソング6 ザ・かぷっちゅ                                                                 | ザ・かぷっちゅ | 「冷たいロザリオ」 「時の河を越えて」 | テレビアニメ『ロザリオとバンパイア』関連曲                                                             |
| 4月16日  | THE IDOLM@STER MASTER LIVE 02 REM@STER-B                                                                                   | 水瀬伊織（釘宮理恵） | 「My Best Friend（REM@STER-B）」 | ゲーム『THE IDOLM@STER LIVE FOR YOU!』関連曲                                                           |
| 4月16日  | THE IDOLM@STER MASTER LIVE 02 REM@STER-B                                                                                   | 水瀬伊織（釘宮理恵）、菊地真（平田宏美）、秋月律子（若林直美） | 「THE IDOLM@STER（REM@STER-B）」 | ゲーム『THE IDOLM@STER LIVE FOR YOU!』関連曲                                                           |
| 4月16日  | THE IDOLM@STER MASTER LIVE 02 REM@STER-B                                                                                   | 如月千早（今井麻美）、水瀬伊織（釘宮理恵）、秋月律子（若林直美）、菊地真（平田宏美）、萩原雪歩（落合祐里香）、音無小鳥（滝田樹里） | 「It's Show」 | ゲーム『THE IDOLM@STER LIVE FOR YOU!』関連曲                                                           |
| 4月30日  | THE IDOLM@STER MASTER BOX III                                                                                              | 水瀬伊織（釘宮理恵） | 「9:02pm（REMIX-A）」 「太陽のジェラシー（REMIX-A）」 「おはよう!! 朝ご飯（REMIX-A）」 「Here we go!!（REMIX-A）」 「蒼い鳥（REMIX-A）」 「First Stage（REMIX-A）」 「ポジティブ！（REMIX-A）」 「エージェント夜を往く（REMIX-A）」 「魔法をかけて！（REMIX-A）」 「THE IDOLM@STER（REMIX-A）」 「GO MY WAY!!（REMIX-A）」 「思い出をありがとう（REMIX-A）」 「relations（REMIX-A）」 「まっすぐ（REMIX-A）」 「My Best Friend（REMIX-A）」 「私はアイドル♡（REMIX-A）」 | ゲーム『THE IDOLM@STER LIVE FOR YOU!』関連曲                                                           |
| 5月23日  | THE IDOLM@STER MASTER BOX IV                                                                                               | 水瀬伊織（釘宮理恵） | 「蒼い鳥（REMIX-B）」 「おはよう!! 朝ご飯（REMIX-B）」 「9:02pm（REMIX-B）」 「太陽のジェラシー（REMIX-B）」 「魔法をかけて！（REMIX-B）」 「エージェント夜を往く（REMIX-B）」 「Here we go!!（REMIX-B）」 「First Stage（REMIX-B）」 「ポジティブ！（REMIX-B）」 「THE IDOLM@STER（REMIX-B）」 「GO MY WAY!!（REMIX-B）」 「思い出をありがとう（REMIX-B）」 「relations（REMIX-B）」 「まっすぐ（REMIX-B）」 「My Best Friend（REMIX-B）」 「私はアイドル♡（REMIX-B）」 | ゲーム『THE IDOLM@STER LIVE FOR YOU!』関連曲                                                           |
| 6月18日  | THE IDOLM@STER MASTER LIVE 04 my song                                                                                      | 水瀬伊織（釘宮理恵）、菊地真（平田宏美）、三浦あずさ（たかはし智秋） | 「my song（M@STER VERSION）」 | ゲーム『THE IDOLM@STER LIVE FOR YOU!』関連曲                                                           |
| 6月18日  | THE IDOLM@STER MASTER LIVE 04 my song                                                                                      | 水瀬伊織（釘宮理恵） | 「relations（REM@STER-B）」 | ゲーム『THE IDOLM@STER LIVE FOR YOU!』関連曲                                                           |
| 6月25日  | ファミソン8BIT☆アイドルマスター 05 如月千早/水瀬伊織                                                                       | 如月千早（今井麻美）、水瀬伊織（釘宮理恵） | 「思い出をありがとう（『トイポップ』ファミソン8BIT MIX）」 「Here we go!!（『ディグダグII』ファミソン8BIT MIX）」 「蒼い鳥（『ドラゴンスピリット』ファミソン8BIT MIX）」 「GO MY WAY!!（Dream Match MIX）」 | ゲーム『アイドルマスター』関連曲                                                                       |
| 6月25日  | ファミソン8BIT☆アイドルマスター 05 如月千早/水瀬伊織                                                                       | 水瀬伊織（釘宮理恵） | 「乙女心盗んで！（『マッピー』NEW SONG）」 | ゲーム『アイドルマスター』関連曲                                                                       |
| 7月23日  | THE IDOLM@STER Vacation for You!                                                                                           | 双海亜美 / 真美（下田麻美）、三浦あずさ（たかはし智秋）、水瀬伊織（釘宮理恵）、萩原雪歩（落合祐里香）、秋月律子（若林直美） | 「VACATION」 「サニー」 | ゲーム『アイドルマスター』関連曲                                                                       |
| 7月23日  | THE IDOLM@STER Vacation for You!                                                                                           | 水瀬伊織（釘宮理恵） | 「カナリア諸島にて」 | ゲーム『アイドルマスター』関連曲                                                                       |
| 9月3日   | ゼロの使い魔 〜三美姫の輪舞〜キャラクターCD 1 感じるルイズ                                                                 | ルイズ（釘宮理恵） | 「ダメ！〜オトメゴコロ炎上」 | テレビアニメ『ゼロの使い魔〜三美姫の輪舞〜』関連曲                                                     |
| 8月6日   | ゴメンネ♥ | ルイズ（釘宮理恵） | 「ゴメンネ♥」 | テレビアニメ『ゼロの使い魔〜三美姫の輪舞〜』エンディングテーマ                                         |
| 8月6日   | ゴメンネ♥ | ルイズ（釘宮理恵） | 「青空のカケラ」 | ゲーム『ゼロの使い魔 迷子の終止符と幾千の交響曲』エンディングテーマ                                    |
| 10月22日 | プレパレード | 逢坂大河（釘宮理恵）、櫛枝実乃梨（堀江由衣）、川嶋亜美（喜多村英梨） | 「プレパレード」 | テレビアニメ『とらドラ!』オープニングテーマ                                                            |
| 10月22日 | プレパレード | 逢坂大河（釘宮理恵）、櫛枝実乃梨（堀江由衣）、川嶋亜美（喜多村英梨） | 「カ・ラ・ク・リ」 | ラジオ『とらドラジオ!』オープニングテーマ                                                              |
| 11月5日  | TVアニメ「あかね色に染まる坂」エンディングテーマ 片桐優姫                                                                  | 片桐優姫（釘宮理恵） | 「Sweet Gift」 「茜色 hometown」 | テレビアニメ『あかね色に染まる坂』エンディングテーマ                                                   |
| 11月19日 | THE IDOLM@STER BEST ALBUM 〜MASTER OF MASTER〜                                                                             | IM@S ALLSTARS | 「GO MY WAY!!」 | ゲーム『アイドルマスター』関連曲                                                                       |
| 11月19日 | THE IDOLM@STER BEST ALBUM 〜MASTER OF MASTER〜                                                                             | 水瀬伊織（釘宮理恵）、如月千早（今井麻美）、菊地真（平田宏美） | 「GO MY WAY!!（M@STER VERSION）」 | ゲーム『アイドルマスター』関連曲                                                                       |
| 11月19日 | THE IDOLM@STER BEST ALBUM 〜MASTER OF MASTER〜                                                                             | 水瀬伊織（釘宮理恵）、秋月律子（若林直美）、星井美希（長谷川明子） | 「私はアイドル♡（M@STER VERSION）」 | ゲーム『アイドルマスター』関連曲                                                                       |
| 11月19日 | THE IDOLM@STER BEST ALBUM 〜MASTER OF MASTER〜                                                                             | 水瀬伊織（釘宮理恵）、天海春香（中村繪里子） | 「Here we go!!（M@STER VERSION）」 | ゲーム『アイドルマスター』関連曲                                                                       |
| 11月19日 | THE IDOLM@STER BEST ALBUM 〜MASTER OF MASTER〜                                                                             | 三浦あずさ（たかはし智秋）、水瀬伊織（釘宮理恵）、如月千早（今井麻美） | 「my song（M@STER VERSION）」 | ゲーム『アイドルマスター』関連曲                                                                       |
| 11月26日 | 「ロザリオとバンパイアCAPU2」キャラクターソング5 白雪みぞれ                                                                | 白雪みぞれ（釘宮理恵） | 「Snowstorm」 「Say Yes!」 | テレビアニメ『ロザリオとバンパイアCAPU2』関連曲                                                        |
| 11月26日 | 「ロザリオとバンパイアCAPU2」キャラクターソング7 ザ・かぷっちゅ/謎コウモリ                                                 | ザ・かぷっちゅ | 「Shalala -私にくれた物-」 | テレビアニメ『ロザリオとバンパイアCAPU2』関連曲                                                        |
| 2009年   | | | | |
| 1月28日  | オレンジ | 逢坂大河（釘宮理恵）、櫛枝実乃梨（堀江由衣）、川嶋亜美（喜多村英梨） | 「オレンジ」 | テレビアニメ『とらドラ！』エンディングテーマ                                                           |
| 1月28日  | オレンジ | 逢坂大河（釘宮理恵）、櫛枝実乃梨（堀江由衣）、川嶋亜美（喜多村英梨） | 「恋クラゲ」 | ラジオ『とらドラジオ！』オープニングテーマ                                                             |
| 2月4日   | ゼロの使い魔 ルイズBEST | ルイズ（釘宮理恵） | 「スキ？ キライ!? スキ!!!」 「ハピ☆ロリ」 「ダメ！〜オトメゴコロ炎上（Re-mixversion）」 「スキ？ キライ!? スキ!!!（Re-mixversion）」 | テレビアニメ『ゼロの使い魔』関連曲                                                                     |
| 2月18日  | ロザリオとバンパイア アイドルカバーBEST                                                                                    | 黒乃胡夢（福圓美里）、白雪みぞれ（釘宮理恵） | 「EQUALロマンス」 | テレビアニメ『ロザリオとバンパイア』関連曲                                                             |
| 2月25日  | ハヤテのごとく！ 白皇学院校内放送CD1                                                                                       | 三千院ナギ（釘宮理恵）、マリア（田中理恵） | 「トップをねらえ！ 〜Fly High〜」 | テレビアニメ『ハヤテのごとく！』関連曲                                                                 |
| 3月6日   | 「ハヤテのごとく!」キャラクターカバーCD 〜選曲:畑健二郎〜                                                                  | 三千院ナギ（釘宮理恵） | 「虹色のSneaker」 | テレビアニメ『ハヤテのごとく！』関連曲                                                                 |
| 3月18日  | THE IDOLM@STER MASTER BOX V                                                                                                | 水瀬伊織（釘宮理恵） | 「shiny smile」 「Do-Dai」 「ふるふるフューチャー☆」 「神さまのBirthday」 | ゲーム『THE IDOLM@STER LIVE FOR YOU!』関連曲                                                           |
| 3月18日  | BLEACH BEAT COLLECTION 4th SESSION：05 涅マユリ&涅ネム                                                                     | 涅ネム（釘宮理恵） | 「un」 | テレビアニメ『BLEACH』関連曲                                                                           |
| 4月30日  | とらドラ! キャラクターソングアルバム                                                                                       | 逢坂大河（釘宮理恵）、櫛枝実乃梨（堀江由衣）、川嶋亜美（喜多村英梨） | 「フラスコレーション」 「プレパレード -postparade mix-」 「オレンジ -citrus mix-」 | テレビアニメ『とらドラ！』関連曲                                                                       |
| 4月30日  | とらドラ! キャラクターソングアルバム                                                                                       | 逢坂大河（釘宮理恵） | 「I MY」 | テレビアニメ『とらドラ！』関連曲                                                                       |
| 4月30日  | とらドラ! キャラクターソングアルバム                                                                                       | 逢坂大河（釘宮理恵）、川嶋亜美（喜多村英梨） | 「ホーリーナイト」 | テレビアニメ『とらドラ！』挿入歌                                                                       |
| 5月17日  | THE IDOLM@STER MASTER BOX catalog 08,09,11 COMPLETE                                                                        | 水瀬伊織（釘宮理恵） | 「shiny smile（REMIX-A）」 「Do-Dai（REMIX-A）」 「my song（REMIX-A）」 「i（REMIX-A）」 「shiny smile（REMIX-B）」 「Do-Dai（REMIX-B）」 「my song（REMIX-B）」 「i（REMIX-B）」 | ゲーム『THE IDOLM@STER LIVE FOR YOU!』関連曲                                                           |
| 5月20日  | 快盗天使ツインエンジェル2 オリジナルサウンドトラック                                                                       | ave;new feat.水無月遥（田村ゆかり）、神無月葵（能登麻美子）、葉月くるみ（釘宮理恵） | 「いただき♪トリオDE絶対エンジェル」 | パチスロ『快盗天使ツインエンジェル2』関連曲                                                            |
| 5月27日  | コンプリイト/プリーズ フリーズ                                                                                             | 逢坂大河（釘宮理恵）、櫛枝実乃梨（堀江由衣）、川嶋亜美（喜多村英梨） | 「コンプリイト」 「プリーズ フリーズ」 | ゲーム『とらドラ・ポータブル!』エンディングテーマ                                                      |
| 5月27日  | 熱烈歓迎わんだーらんど | 宮永咲（植田佳奈）、原村和（小清水亜美）、片岡優希（釘宮理恵）、染谷まこ（白石涼子）、竹井久（伊藤静） | 「熱烈歓迎わんだーらんど」 | テレビアニメ『咲-Saki-』エンディングテーマ                                                             |
| 6月24日  | ハヤテのごとく!! キャラクターCD 2nd series 01 三千院ナギ starring 釘宮理恵                                                 | 三千院ナギ（釘宮理恵） | 「ストロウハット・ファンタジィ」 「Shootin' Star」 | テレビアニメ『ハヤテのごとく!!』関連曲                                                                 |
| 7月22日  | 四角い宇宙で待ってるよ | 宮永咲（植田佳奈）、原村和（小清水亜美）、片岡優希（釘宮理恵）、染谷まこ（白石涼子）、竹井久（伊藤静） | 「四角い宇宙で待ってるよ」 | テレビアニメ『咲-Saki-』オープニングテーマ                                                             |
| 7月22日  | 四角い宇宙で待ってるよ | 宮永咲（植田佳奈）、原村和（小清水亜美）、片岡優希（釘宮理恵）、染谷まこ（白石涼子）、竹井久（伊藤静） | 「四角い宇宙で待ってるよ Cosmic Remix」 「四角い宇宙で待ってるよ Fortune[☆]Cube Mix」 「熱烈歓迎わんだーらんど SAKIにあがるね Mix」 | テレビアニメ『咲-Saki-』関連曲                                                                         |
| 8月5日   | しゅごキャラ! キャラクターソングコレクション2                                                                              | 桜井優亜（釘宮理恵） | 「シークレットプリンセス」 | テレビアニメ『しゅごキャラ!!どきっ』挿入歌                                                             |
| 8月5日   | THE IDOLM@STER MASTER SPECIAL 06 星井美希・水瀬伊織                                                                        | 水瀬伊織（釘宮理恵） | 「リゾラ」 「ラビット・パニック」 「my song（M@STER VERSION）」 | ゲーム『THE IDOLM@STER SP』関連曲                                                                      |
| 8月5日   | THE IDOLM@STER MASTER SPECIAL 06 星井美希・水瀬伊織                                                                        | 星井美希（長谷川明子）、水瀬伊織（釘宮理恵） | 「Do-Dai（REM@STER-A）」 | ゲーム『THE IDOLM@STER SP』関連曲                                                                      |
| 8月5日   | THE IDOLM@STER MASTER SPECIAL 06 星井美希・水瀬伊織                                                                        | 水瀬伊織（釘宮理恵）、星井美希（長谷川明子） | 「L・O・B・M」 | ゲーム『THE IDOLM@STER SP』関連曲                                                                      |
| 8月5日   | 君へとつなぐココロ | 中町かな（豊崎愛生）、天野咲妃（水原薫）、久地院美華（釘宮理恵） | 「君へとつなぐココロ」 | テレビアニメ『かなめも』オープニングテーマ                                                             |
| 8月5日   | 君へとつなぐココロ | 中町かな（豊崎愛生）、天野咲妃（水原薫）、久地院美華（釘宮理恵） | 「WAKE ME UP(^_-)b!」 | ラジオ『早寝早起き！かなめもらじお』テーマソング                                                       |
| 8月25日  | TVアニメ『クイーンズブレイド 流浪の戦士』キャラクターソング＋ショートドラマ〜メローナVer.                                  | メローナ（釘宮理恵） | 「DO-PINK」 | テレビアニメ『クイーンズブレイド 流浪の戦士』関連曲                                                    |
| 9月9日   | 「かなめも」キャラクターソング＆オリジナルサウンドトラックアルバム「かなめろ」                                             | 風新新聞専売所員with久地院美華 | 「最新ニュースを待っててね。〜風新新聞専売所のテーマ〜」 | テレビアニメ『かなめも』関連曲                                                                         |
| 9月9日   | 「かなめも」キャラクターソング＆オリジナルサウンドトラックアルバム「かなめろ」                                             | 働く少女達 | 「働く少女♪」 | テレビアニメ『かなめも』関連曲                                                                         |
| 9月9日   | カラコイ〜だから少女は恋をする〜                                                                                           | 三千院ナギ（釘宮理恵）、綾崎ハヤテ（白石涼子） | 「カラコイ〜だから少女は恋をする〜」 | テレビアニメ『ハヤテのごとく!!』エンディングテーマ                                                     |
| 9月9日   | カラコイ〜だから少女は恋をする〜                                                                                           | 三千院ナギ（釘宮理恵）、マリア（田中理恵） | 「AFTER 0:00（ミッドナイト）」 | テレビアニメ『ハヤテのごとく!!』関連曲                                                                 |
| 10月14日 | Theme of Alphonse Elric by THE ALCHEMISTS                                                                                  | アルフォンス（釘宮理恵） | 「風に抱かれて」 | テレビアニメ『鋼の錬金術師 FULLMETAL ALCHEMIST』関連曲                                                 |
| 10月14日 | Theme of Alphonse Elric by THE ALCHEMISTS                                                                                  | アルフォンス（釘宮理恵）、エドワード（朴璐美） | 「Restore steppin'」 | テレビアニメ『鋼の錬金術師 FULLMETAL ALCHEMIST』関連曲                                                 |
| 10月23日 | buddy-body | メローナ（釘宮理恵）、メナス（後藤邑子）、アイリ（伊藤かな恵） | 「buddy-body」 | テレビアニメ『クイーンズブレイド 玉座を継ぐ者』エンディングテーマ                                      |
| 12月23日 | 咲-Saki- THE 夢のヒットスクエア2 キャラソン清澄対局編                                                                      | 片岡優希（釘宮理恵） | 「タコスぢから＝ユメぢから」 | テレビアニメ『咲-Saki-』関連曲                                                                         |
| 12月23日 | 咲-Saki- THE 夢のヒットスクエア2 キャラソン清澄対局編                                                                      | 宮永咲（植田佳奈）、原村和（小清水亜美）、片岡優希（釘宮理恵）、染谷まこ（白石涼子）、竹井久（伊藤静） | 「Ride On The Wave!」 | テレビアニメ『咲-Saki-』関連曲                                                                         |
| 2010年   | | | | |
| 1月27日  | LOVE × HEAVEN | 彩京朋美（川澄綾子）、セルニア＝伊織＝フレイムハート（中原麻衣）、大地薫（釘宮理恵）、四季鏡早苗（小清水亜美） | 「LOVE × HEAVEN」 | テレビアニメ『れでぃ×ばと!』オープニングテーマ                                                         |
| 2月24日  | Magical Halloween2 ORIGINAL SOUNDTRACK                                                                                     | アリス（堀江由衣）、ローズ（富沢美智恵）、フロスト（釘宮理恵）、ノワール（茅原実里） | 「まじかる☆カーニバル」 | パチスロ『マジカルハロウィン2』関連曲                                                                  |
| 3月3日   | 『FAIRY TAIL』キャラクターソングコレクションVOL.2 ルーシィ & ハッピー                                                      | ハッピー（釘宮理恵） | 「ハッピーデイ」 | テレビアニメ『FAIRY TAIL』関連曲                                                                       |
| 3月17日  | THE IDOLM@STER MASTER SPECIAL SPRING                                                                                       | 天海春香（中村繪里子）、水瀬伊織（釘宮理恵）、我那覇響（沼倉愛美）、秋月律子（若林直美）、菊地真（平田宏美）、萩原雪歩（長谷優里奈） | 「チェリー」 「またね（M@STER VERSION）」 | ゲーム『THE IDOLM@STER SP』関連曲                                                                      |
| 3月17日  | THE IDOLM@STER MASTER SPECIAL SPRING                                                                                       | 水瀬伊織（釘宮理恵） | 「はるのきおく」 | ゲーム『THE IDOLM@STER SP』関連曲                                                                      |
| 3月25日  | れでぃ×ばと! キャラクターファイル Vol.2 大地 薫×四季鏡早苗                                                                 | 大地薫（釘宮理恵） | 「Miss Match」 | テレビアニメ『れでぃ×ばと！』関連曲                                                                    |
| 3月25日  | クイーンズブレイド ヴォーカル・コンプリート・アルバム                                                                      | メローナ（釘宮理恵）、メナス（後藤邑子）、アイリ（伊藤かな恵） | 「buddy-body（アルバム Re.トラックダウン Ver.）」 | テレビアニメ『クイーンズブレイド』関連曲                                                               |
| 3月31日  | THE IDOLM@STER MASTER BOX VI                                                                                               | 水瀬伊織（釘宮理恵） | 「I Want」 「キラメキラリ」 「迷走Mind」 「目が逢う瞬間」 「スタ→トスタ→」 「隣に…」 「フタリの記憶」 「Kosmos, Cosmos」 「いっぱいいっぱい」 | ゲーム『THE IDOLM@STER SP』関連曲                                                                      |
| 6月2日   | THE IDOLM@STER BEST OF 765+876=!! VOL.02                                                                                   | 水瀬伊織（釘宮理恵）、高槻やよい（仁後真耶子） | 「Do-Dai（M@STER VERSION）」 | ゲーム『アイドルマスター』関連曲                                                                       |
| 6月4日   | アイドルマスター ブレイク！ 第3巻限定版特典CD                                                                              | 水瀬伊織（釘宮理恵） | 「恋愛サーキュレーション」 | 漫画『アイドルマスターブレイク！』関連曲                                                               |
| 6月23日  | THE IDOLM@STER BEST OF 765+876=!! VOL.03                                                                                   | 天海春香（中村繪里子）、高槻やよい（仁後真耶子）、水瀬伊織（釘宮理恵）、如月千早（今井麻美）、菊地真（平田宏美） | 「GO MY WAY!!（M@STER VERSION）」 | ゲーム『アイドルマスター』関連曲                                                                       |
| 6月23日  | THE IDOLM@STER BEST OF 765+876=!! VOL.03                                                                                   | IM@S ALLSTARS++ | 「L・O・B・M」 | ゲーム『アイドルマスター』関連曲                                                                       |
| 6月23日  | THE IDOLM@STER BEST OF 765+876=!! VOL.03                                                                                   | 如月千早（今井麻美）、三浦あずさ（たかはし智秋）、水瀬伊織（釘宮理恵）、双海亜美 / 真美（下田麻美）、水谷絵理（花澤香菜） | 「LOST」 | ゲーム『アイドルマスター』関連曲                                                                       |
| 6月23日  | THE IDOLM@STER BEST OF 765+876=!! VOL.03                                                                                   | IM@S ALLSTARS1641 | 「THE IDOLM@STER」 | ゲーム『アイドルマスター』関連曲                                                                       |
| 7月3日   | THE IDOLM@STER BEST OF 765+876=!! THE iDREAMLOST                                                                           | 水瀬伊織（釘宮理恵） | 「LOST」 | ゲーム『アイドルマスター』関連曲                                                                       |
| 9月22日  | THE IDOLM@STER MASTER ARTIST 2 Prologue                                                                                    | IM@S 765PRO ALLSTARS | 「団結2010」 | ゲーム『THE IDOLM@STER 2』関連曲                                                                       |
| 10月6日  | オオカミさんと七人の仲間たち キャラクターソングアルバム オトギソングス BEST10                                              | 宇佐見美々（釘宮理恵） | 「ミニモニ。ジャンケンぴょん！」 | テレビアニメ『オオカミさんと七人の仲間たち』関連曲                                                     |
| 11月10日 | 恋にせっせ通りゃんせ | 柳生十兵衛（悠木碧）、真田幸村（釘宮理恵）、徳川千（寿美菜子） | 「恋にせっせ通りゃんせ」 | テレビアニメ『百花繚乱 サムライガールズ』エンディングテーマ                                            |
| 12月8日  | 百花繚乱 サムライガールズ キャラクターソングミニアルバム                                                                   | 真田幸村（釘宮理恵） | 「心身一体しちゅえいしょん」 | テレビアニメ『百花繚乱 サムライガールズ』関連曲                                                        |
| 12月15日 | ブリコン 〜BLEACH CONCEPT COVERS〜                                                                                         | 涅マユリ（中尾隆聖）、涅ネム（釘宮理恵） | 「Life is Like a Boat」 | テレビアニメ『BLEACH』関連曲                                                                           |
| 2011年   | | | | |
| 2月9日   | The world is all one !! | 竜宮小町 + 秋月律子（若林直美） | 「The world is all one !!（M@STER VERSION）」 | ゲーム『THE IDOLM@STER 2』関連曲                                                                       |
| 2月9日   | The world is all one !! | 765PRO ALLSTARS | 「The world is all one !!（M@STER VERSION）」 | ゲーム『THE IDOLM@STER 2』関連曲                                                                       |
| 2月9日   | SMOKY THRILL | 竜宮小町 | 「SMOKY THRILL（M@STER VERSION）」 | ゲーム『THE IDOLM@STER 2』関連曲                                                                       |
| 3月23日  | The Scene of DRAGON CRISIS!                                                                                                | 如月竜司（下野紘）、ローズ（釘宮理恵） | 「starting」 | テレビアニメ『ドラゴンクライシス!』関連曲                                                              |
| 3月23日  | The Scene of DRAGON CRISIS!                                                                                                | 如月竜司（下野紘）、ローズ（釘宮理恵）、七尾英理子（ゆかな） | 「Welcome to the Brand New World」 | テレビアニメ『ドラゴンクライシス!』関連曲                                                              |
| 3月23日  | The Scene of DRAGON CRISIS!                                                                                                | ローズ（釘宮理恵） | 「All for you」 「All for you #2」 | テレビアニメ『ドラゴンクライシス!』関連曲                                                              |
| 3月23日  | The Scene of DRAGON CRISIS!                                                                                                | 如月竜司（下野紘）、ローズ（釘宮理恵）、オニキス（神谷浩史） | 「destiny」 | テレビアニメ『ドラゴンクライシス!』関連曲                                                              |
| 3月23日  | The Scene of DRAGON CRISIS!                                                                                                | 如月竜司（下野紘）、ローズ（釘宮理恵）、七尾英理子（ゆかな）、マルガ（堀江由衣）、アイ（いのくちゆか）、オニキス（神谷浩史） | 「curtain call」 「Everlasting Flower -大切な想い-」 | テレビアニメ『ドラゴンクライシス!』関連曲                                                              |
| 4月27日  | アニメ『FAIRY TAIL』キャラクターソングアルバム Eternal Fellows                                                             | ハッピー（釘宮理恵）、シャルル（堀江由衣） | 「Have a nice day!」 | テレビアニメ『FAIRY TAIL』関連曲                                                                       |
| 5月25日  | THE IDOLM@STER MASTER ARTIST 2 -SECOND SEASON- 01 水瀬伊織                                                                 | 水瀬伊織（釘宮理恵） | 「MEGARE!（M@STER VERSION）」 「バレンタイン・キッス」 「リゾラ」 「DIAMOND」 | ゲーム『THE IDOLM@STER 2』関連曲                                                                       |
| 5月25日  | THE IDOLM@STER MASTER ARTIST 2 -SECOND SEASON- 01 水瀬伊織                                                                 | 水瀬伊織（釘宮理恵）、双海亜美（下田麻美） | 「あ〜よかった（Version Lori）」 | ゲーム『THE IDOLM@STER 2』関連曲                                                                       |
| 5月25日  | THE IDOLM@STER MASTER ARTIST 2 -SECOND SEASON- 02 双海亜美                                                                 | 双海亜美（下田麻美）、水瀬伊織（釘宮理恵） | 「あ〜よかった（Version Ami）」 | ゲーム『THE IDOLM@STER 2』関連曲                                                                       |
| 6月22日  | とある魔術の禁書目録II アーカイブス2                                                                                       | アニェーゼ＝サンクティス（釘宮理恵） | 「Stray Virgin（ストレイヴァージン）」 | テレビアニメ『とある魔術の禁書目録II』関連曲                                                           |
| 6月25日  | THE IDOLM@STER MASTER BOX VII                                                                                              | 水瀬伊織（釘宮理恵） | 「Colorful Days」 「オーバーマスター」 「キミはメロディ」 「またね」 「L・O・B・M」 | ゲーム『THE IDOLM@STER SP』関連曲                                                                      |
| 8月10日  | THE IDOLM@STER ANIM@TION MASTER 01 READY!!                                                                                 | 765PRO ALLSTARS | 「READY!!（M@STER VERSION）」 | テレビアニメ『THE IDOLM@STER』オープニングテーマ                                                       |
| 8月10日  | THE IDOLM@STER ANIM@TION MASTER 01 READY!!                                                                                 | 水瀬伊織（釘宮理恵）、高槻やよい（仁後真耶子）、双海亜美 / 真美（下田麻美） | 「おとなのはじまり」 | テレビアニメ『THE IDOLM@STER』挿入歌                                                                   |
| 8月17日  | オンナのコって♪マジ☆超えんじぇる!!                                                                                         | 水無月遥（田村ゆかり）、神無月葵（能登麻美子）、葉月クルミ（釘宮理恵） | 「Shining☆Star」 | テレビアニメ『快盗天使ツインエンジェル〜キュンキュン☆ときめきパラダイス!!〜』エンディングテーマ        |
| 9月7日   | THE IDOLM@STER ANIM@TION MASTER 02                                                                                         | 765PRO ALLSTARS | 「The world is all one !!（M@STER VERSION）」 | テレビアニメ『THE IDOLM@STER』エンディングテーマ                                                       |
| 9月7日   | THE IDOLM@STER ANIM@TION MASTER 02                                                                                         | 水瀬伊織（釘宮理恵）、高槻やよい（仁後真耶子） | 「ポジティブ!（M@STER VERSION）」 | テレビアニメ『THE IDOLM@STER』エンディングテーマ                                                       |
| 9月7日   | THE IDOLM@STER ANIM@TION MASTER 02                                                                                         | 天海春香（中村繪里子）、高槻やよい（仁後真耶子）、双海亜美／真美（下田麻美）、萩原雪歩（浅倉杏美）、水瀬伊織（釘宮理恵）、四条貴音（原由実） | 「神SUMMER!!」 | テレビアニメ『THE IDOLM@STER』挿入歌                                                                   |
| 9月21日  | ハヤテのごとく！ キャラクターCD COLLECTION/三千院ナギ&マリア                                                               | HAYATE's COMBAT FRIENDS | 「ピeeeeeeeeeeeeeス！ 〜ひつじの手もかりたい〜」 | テレビアニメ『ハヤテのごとく!!』関連曲                                                                 |
| 9月30日  | ドラマCD 快盗天使ツインエンジェル Vol.1                                                                                    | 水無月遥（田村ゆかり）、神無月葵（能登麻美子）、葉月クルミ（釘宮理恵） | 「女の子☆キラ☆キラ」 | ラジオ『放送天使ツインエンジェルR』テーマソング                                                        |
| 10月5日  | THE IDOLM@STER ANIM@TION MASTER 03                                                                                         | 765PRO ALLSTARS | 「THE IDOLM@STER」 | テレビアニメ『THE IDOLM@STER』エンディングテーマ                                                       |
| 10月5日  | THE IDOLM@STER ANIM@TION MASTER 03                                                                                         | 竜宮小町 | 「ハニカミ！ファーストバイト」 | テレビアニメ『THE IDOLM@STER』エンディングテーマ                                                       |
| 10月5日  | THE IDOLM@STER ANIM@TION MASTER 03                                                                                         | 765PRO ALLSTARS | 「L・O・B・M」 | テレビアニメ『THE IDOLM@STER』挿入歌                                                                   |
| 10月5日  | THE IDOLM@STER ANIM@TION MASTER 03                                                                                         | 765+876PRO ALLSTARS | 「GO MY WAY!!」 | テレビアニメ『THE IDOLM@STER』エンディングテーマ                                                       |
| 11月9日  | THE IDOLM@STER ANIM@TION MASTER 04 CHANGE!!!!                                                                              | 765PRO ALLSTARS | 「CHANGE!!!!（M@STER VERSION）」 | テレビアニメ『THE IDOLM@STER』オープニングテーマ                                                       |
| 11月16日 | 快盗天使ツインエンジェル3 サウンド・コレクション キュンキュン☆セレクト                                                     | あべにゅうぷろじぇくと feat.水無月遥（田村ゆかり）、神無月葵（能登麻美子）、葉月クルミ（釘宮理恵） | 「超愉快軽快☆快調快盗天使!!」 | パチスロ『快盗天使ツインエンジェル3』関連曲                                                            |
| 11月30日 | THE IDOLM@STER ANIM@TION MASTER 05                                                                                         | 765PRO ALLSTARS | 「i」 「MEGARE!（M@STER VERSION）」 | テレビアニメ『THE IDOLM@STER』エンディングテーマ                                                       |
| 11月30日 | THE IDOLM@STER ANIM@TION MASTER 05                                                                                         | 高槻やよい（仁後真耶子）、萩原雪歩（浅倉杏美）、菊地真（平田宏美）、水瀬伊織（釘宮理恵）、三浦あずさ（たかはし智秋）、秋月律子（若林直美） | 「キミはメロディ (M@STER VERSION）」 | テレビアニメ『THE IDOLM@STER』挿入歌                                                                   |
| 12月28日 | THE IDOLM@STER ANIM@TION MASTER 06                                                                                         | 如月千早（今井麻美）、天海春香（中村繪里子）、星井美希（長谷川明子）、高槻やよい（仁後真耶子）、萩原雪歩（浅倉杏美）、菊地真（平田宏美）、双海亜美／真美（下田麻美）、水瀬伊織（釘宮理恵）、三浦あずさ（たかはし智秋）、四条貴音（原由実）、我那覇響（沼倉愛美）           | 「約束（TV VERSION）」 | テレビアニメ『THE IDOLM@STER』挿入歌                                                                   |
| 2012年   | | | | |
| 1月25日  | ドラマCD 快盗天使ツインエンジェル Vol.3                                                                                    | 水無月遥（田村ゆかり）、神無月葵（能登麻美子）、葉月クルミ（釘宮理恵） | 「My♡Friends」 | ラジオ『放送天使ツインエンジェルR』テーマソング                                                        |
| 2月1日   | THE IDOLM@STER ANIM@TION MASTER 07                                                                                         | 星井美希（長谷川明子）、高槻やよい（仁後真耶子）、萩原雪歩（浅倉杏美）、菊地真（平田宏美）、水瀬伊織（釘宮理恵）、秋月律子（若林直美） | 「My Wish」 | テレビアニメ『THE IDOLM@STER』挿入歌                                                                   |
| 2月1日   | THE IDOLM@STER ANIM@TION MASTER 07                                                                                         | 765PRO ALLSTARS | 「まっすぐ」 「いっしょ（NEW VERSION）」 | テレビアニメ『THE IDOLM@STER』エンディングテーマ                                                       |
| 2月1日   | THE IDOLM@STER ANIM@TION MASTER 07                                                                                         | 765PRO ALLSTARS | 「READY!! & CHANGE!!!! SPECIAL EDITION」 「私たちはずっと…でしょう？」 | テレビアニメ『THE IDOLM@STER』挿入歌                                                                   |
| 2月1日   | キスシテ↑アゲナイ↓ | ルイズ（釘宮理恵） | 「キスシテ↑アゲナイ↓」 | テレビアニメ『ゼロの使い魔F』エンディングテーマ                                                        |
| 2月1日   | キスシテ↑アゲナイ↓ | ルイズ（釘宮理恵） | 「Be my love」 | テレビアニメ『ゼロの使い魔F』関連曲                                                                    |
| 2月8日   | とらドラ！ BEST ALBUM「√HAPPENED」                                                                                         | 逢坂大河（釘宮理恵）、櫛枝実乃梨（堀江由衣）、川嶋亜美（喜多村英梨） | 「√HAPPENED」 | テレビアニメ『とらドラ！』関連曲                                                                       |
| 2月22日  | Persona4 the ANIMATION BD・DVD 第4巻完全生産限定版特典CD                                                                   | 久慈川りせ（釘宮理恵） | 「True Story」 | テレビアニメ『Persona4 the ANIMATION』オープニングテーマ                                               |
| 4月26日  | THE IDOLM@STER BD・DVD 第7巻完全生産限定版特典CD「PERFECT IDOL 04」                                                        | 如月千早（今井麻美）、高槻やよい（仁後真耶子）、水瀬伊織（釘宮理恵） | 「Slapp Happy!!!」 | テレビアニメ『THE IDOLM@STER』関連曲                                                                   |
| 4月26日  | THE IDOLM@STER BD・DVD 第7巻完全生産限定版特典CD「PERFECT IDOL 04」                                                        | 水瀬伊織（釘宮理恵） | 「READY!! -BOSSA NOVA Rearrange Mix-」 | テレビアニメ『THE IDOLM@STER』関連曲                                                                   |
| 4月27日  | 快盗天使ツインエンジェル THE BEST ANGEL                                                                                    | ave;new feat.水無月遥（田村ゆかり）、神無月葵（能登麻美子）、葉月クルミ（釘宮理恵） | 「Last Desire」 | パチスロ『快盗天使ツインエンジェル3』関連曲                                                            |
| 4月27日  | 快盗天使ツインエンジェル THE BEST ANGEL                                                                                    | 葉月クルミ（釘宮理恵） | 「スキジャナイ・ジレッタイ」 | パチスロ『快盗天使ツインエンジェル3』関連曲                                                            |
| 9月5日   | THE IDOLM@STER ANIM@TION MASTER 生っすかSPECIAL 02                                                                         | 水瀬伊織（釘宮理恵）、三浦あずさ（たかはし智秋）、双海亜美（下田麻美） | 「七彩ボタン（M@STER VERSION）」 「初恋 〜二章 告白の花火〜」 | テレビアニメ『THE IDOLM@STER』関連曲                                                                   |
| 9月5日   | THE IDOLM@STER ANIM@TION MASTER 生っすかSPECIAL 02                                                                         | 水瀬伊織（釘宮理恵） | 「恋とマシンガン」 「ホウキ雲」 | テレビアニメ『THE IDOLM@STER』関連曲                                                                   |
| 11月28日 | ら♪ら♪ら♪わんだぁらんど | 765PRO ALLSTARS featuring ぷちどる | 「ら♪ら♪ら♪わんだぁらんど」 「ら♪ら♪ら♪わんだぁらんど（とろぴかる Remix）」 | Webアニメ『ぷちます! -プチ・アイドルマスター-』テーマソング                                            |
| 12月26日 | Here I am, Here we are | 綾崎ハヤテ（白石涼子）、三千院ナギ（釘宮理恵） | 「Here I am, Here we are」 | テレビアニメ『ハヤテのごとく! CAN'T TAKE MY EYES OFF YOU』関連曲                                       |
| 12月26日 | Here I am, Here we are | 三千院ナギ（釘宮理恵） | 「アスタリスク」 | テレビアニメ『ハヤテのごとく! Cuties』エンディングテーマ                                               |
| 2013年   | | | | |
| 1月30日  | THE IDOLM@STER ANIM@TION MASTER 生っすかSPECIAL CURTAIN CALL                                                               | 水瀬伊織（釘宮理恵） | 「My Wish」 | テレビアニメ『THE IDOLM@STER』関連曲                                                                   |
| 1月30日  | THE IDOLM@STER ANIM@TION MASTER 生っすかSPECIAL CURTAIN CALL                                                               | 菊地真（平田宏美）、双海亜美 / 真美（下田麻美）、水瀬伊織（釘宮理恵）、三浦あずさ（たかはし智秋）、四条貴音（原由実）、秋月律子（若林直美） | 「カーテンコール」 | テレビアニメ『THE IDOLM@STER』関連曲                                                                   |
| 1月30日  | ハヤテのごとく！ CAN'T TAKE MY EYES OFF YOU Original Soundtrack                                                            | 綾崎ハヤテ（白石涼子）、三千院ナギ（釘宮理恵）、水蓮寺ルカ（山崎はるか） | 「Here I am, Here we are（最終夜 ver.）」 | テレビアニメ『ハヤテのごとく! CAN'T TAKE MY EYES OFF YOU』エンディングテーマ                           |
| 2月10日  | THE IDOLM@STER MASTER BOX VIII                                                                                             | 水瀬伊織（釘宮理恵） | 「The world is all one !!」 「きゅんっ！ヴァンパイアガール」 「愛 LIKE ハンバーガー」 「Honey Heartbeat」 「Little Match Girl」 | ゲーム『THE IDOLM@STER 2』関連曲                                                                       |
| 3月6日   | PETIT IDOLM@STER Twelve Seasons! Vol.9 水瀬伊織&いお                                                                       | 水瀬伊織（釘宮理恵） | 「ロイヤルストレートフラッシュ」 「ら♪ら♪ら♪わんだぁらんど」 「Maybe TOMORROW」 | Webアニメ『ぷちます! -プチ・アイドルマスター-』関連曲                                                  |
| -        | 太陽言わない燃えよカオス / 後ろから這いより隊6人 ver.                                                                      | ニャル子（阿澄佳奈）、八坂真尋（喜多村英梨）、クー子（松来未祐）、ハス太（釘宮理恵）、暮井珠緒（大坪由佳）、余市健彦（羽多野渉） | 「太陽言わない燃えよカオス」 | テレビアニメ『這いよれ! ニャル子さんW』関連曲                                                          |
| 4月10日  | THE IDOLM@STER ANIM@TION MASTER 生っすかSPECIAL 弦楽四重奏 初恋組曲                                                        | 水瀬伊織（釘宮理恵） | 「初恋 〜二章 告白の花火〜」 | テレビアニメ『THE IDOLM@STER』関連曲                                                                   |
| 4月24日  | THE IDOLM@STER LIVE THE@TER PERFORMANCE 01 Thank You!                                                                      | 765 MILLIONSTARS | 「Thank You!」 | ゲーム『アイドルマスター ミリオンライブ!』テーマソング                                                 |
| 4月24日  | THE IDOLM@STER LIVE THE@TER PERFORMANCE 01 Thank You!                                                                      | 765PRO ALLSTARS | 「Thank You!」 | ゲーム『アイドルマスター ミリオンライブ!』テーマソング                                                 |
| 5月8日   | CAN'T TAKE MY EYES OFF YOU                                                                                                 | 綾崎ハヤテ（白石涼子）、三千院ナギ（釘宮理恵） | 「CAN'T TAKE MY EYES OFF YOU」 | テレビアニメ『ハヤテのごとく! CAN'T TAKE MY EYES OFF YOU』関連曲                                       |
| 5月8日   | CAN'T TAKE MY EYES OFF YOU                                                                                                 | 綾崎ハヤテ（白石涼子）、三千院ナギ（釘宮理恵）、マリア（田中理恵） | 「Invitation 〜君といる場所で〜」 | テレビアニメ『ハヤテのごとく! Cuties』エンディングテーマ                                               |
| 5月8日   | 結局、偶然で候 | 柳生十兵衛（悠木碧）、真田幸村（釘宮理恵）、徳川千（寿美菜子） | 「結局、偶然で候」 | テレビアニメ『百花繚乱 サムライブライド』エンディングテーマ                                            |
| 5月8日   | 結局、偶然で候 | 柳生十兵衛（悠木碧）、真田幸村（釘宮理恵）、徳川千（寿美菜子） | 「サムライズム」 | テレビアニメ『百花繚乱 サムライブライド』関連曲                                                        |
| 5月29日  | ぷちます！ -プチ・アイドルマスター- BDコレクターズエディション・DVD Vol.1 特典CD                                           | 高槻やよい（仁後真耶子）、三浦あずさ（たかはし智秋）、水瀬伊織（釘宮理恵）、四条貴音（原由実） | 「Maybe TOMORROW」 | Webアニメ『ぷちます！ -プチ・アイドルマスター-』エンディングテーマ                                     |
| 7月17日  | ドキドキ!プリキュア ボーカルアルバム1 Jump up, GIRLS!                                                                      | キュアエース（釘宮理恵） | 「5minutes」 | テレビアニメ『ドキドキ!プリキュア』関連曲                                                              |
| 8月28日  | THE IDOLM@STER LIVE THE@TER PERFORMANCE 05                                                                                 | 水瀬伊織（釘宮理恵） | 「プライヴェイト・ロードショウ（playback, Weekday）」 | ゲーム『アイドルマスター ミリオンライブ！』関連曲                                                      |
| 8月28日  | THE IDOLM@STER LIVE THE@TER PERFORMANCE 05                                                                                 | 水瀬伊織（釘宮理恵）、エミリー スチュアート（郁原ゆう）、真壁瑞希（阿部里果）、百瀬莉緒（山口立花子） | 「Sentimental Venus」 | ゲーム『アイドルマスター ミリオンライブ！』関連曲                                                      |
| 9月4日   | ラブリンク | 吉田仁美・黒沢ともよ with ドキドキ！プリキュア | 「この空の向こう 〜ドキドキ！プリキュアといっしょ〜」 | テレビアニメ『ドキドキ！プリキュア』関連曲                                                             |
| 9月18日  | THE IDOLM@STER 765PRO ALLSTARS+ GRE@TEST BEST! -THE IDOLM@STER HISTORY-                                                    | 765PRO ALLSTARS | 「MUSIC♪（M@STER VERSION）」 | ゲーム『THE IDOLM@STER SHINY FESTA』テーマソング                                                       |
| 10月23日 | THE IDOLM@STER 765PRO ALLSTARS+ GRE@TEST BEST! -SWEET&SMILE!-                                                              | 高槻やよい（仁後真耶子）、双海亜美 / 真美（下田麻美）、水瀬伊織（釘宮理恵）、我那覇響（沼倉愛美） | 「ビジョナリー（M@STER VERSION）」 | ゲーム『THE IDOLM@STER SHINY FESTA』関連曲                                                             |
| 10月23日 | たからもの | 剣崎真琴（宮本佳那子）、円亜久里（釘宮理恵） | 「未来のありか」 | テレビアニメ『ドキドキ！プリキュア』関連曲                                                             |
| 11月6日  | ドキドキ!プリキュア ボーカルアルバム2 〜100%プリキュアDAYS☆〜                                                              | キュアエース（釘宮理恵） | 「愛の力」 | テレビアニメ『ドキドキ！プリキュア』関連曲                                                             |
| 11月27日 | ひだまループ×エブリデイ♪                                                                                                   | 沙英（新谷良子）、智花（釘宮理恵） | 「SiS CalM DowN」 | テレビアニメ『ひだまりスケッチ×ハニカム』関連曲                                                        |
| 2014年   | | | | |
| 1月29日  | M@STERPIECE | 765PRO ALLSTARS | 「M@STERPIECE」 | 劇場アニメ『THE IDOLM@STER MOVIE 輝きの向こう側へ!』テーマソング                                       |
| 1月29日  | M@STERPIECE | 天海春香（中村繪里子）、星井美希（長谷川明子）、如月千早（今井麻美）、高槻やよい（仁後真耶子）、菊地真（平田宏美）、水瀬伊織（釘宮理恵）、双海亜美 / 真美（下田麻美）、三浦あずさ（たかはし智秋）、萩原雪歩（浅倉杏美）、我那覇響（沼倉愛美）、四条貴音（原由実）          | 「M@STERPIECE（MOVIE VERSION）」 | 劇場アニメ『THE IDOLM@STER MOVIE 輝きの向こう側へ！』劇中歌                                            |
| 2月12日  | ゼロの使い魔 〜Last Song from ZERO〜                                                                                       | シエスタ（堀江由衣） with ルイズ（釘宮理恵） | 「ユー♡パラ 〜ユーワク♡パラダイス〜」 | テレビアニメ『ゼロの使い魔』関連曲                                                                     |
| 2月12日  | ゼロの使い魔 〜Last Song from ZERO〜                                                                                       | ルイズ（釘宮理恵） | 「ホント？ウソ!?ホント!!! 〜恋の絶対命令〜」 | テレビアニメ『ゼロの使い魔』関連曲                                                                     |
| 2月22日  | THE IDOLM@STER M@STERS OF IDOL WORLD!!2014 会場限定CD                                                                      | 水瀬伊織（釘宮理恵） | 「MUSIC♪（M@STER VERSION）」 「ビジョナリー（M@STER VERSION）」 | ゲーム『THE IDOLM@STER SHINY FESTA』関連曲                                                             |
| 5月28日  | PETIT IDOLM@STER Twelve Campaigns! vol.1 高槻やよい&やよ+水瀬伊織&いお                                                     | 水瀬伊織（釘宮理恵） | 「エピソードラブ」 「オハヨ○サンシャイン」 | Webアニメ『ぷちます!! -プチプチ・アイドルマスター-』関連曲                                             |
| 5月28日  | 「ぷちます!! -プチプチ・アイドルマスター-」エンディングテーマ マキシシングル                                               | 高槻やよい（仁後真耶子）、水瀬伊織（釘宮理恵）、我那覇響（沼倉愛美）、双海亜美 / 真美（下田麻美） | 「オハヨ○サンシャイン」 | Webアニメ『ぷちます!! -プチプチ・アイドルマスター-』エンディングテーマ                                 |
| 6月18日  | ラムネ色 青春 | 765PRO ALLSTARS | 「ラムネ色 青春」 | 劇場アニメ『THE IDOLM@STER MOVIE 輝きの向こう側へ！』挿入歌                                            |
| 6月18日  | ラムネ色 青春 | 高槻やよい（仁後真耶子）、菊地真（平田宏美）、水瀬伊織（釘宮理恵） | 「待ち受けプリンス（M@STER VERSION）」 | ゲーム『アイドルマスター シャイニーTV』関連曲                                                          |
| 7月30日  | THE IDOLM@STER LIVE THE@TER HARMONY 01                                                                                     | レジェンドデイズ | 「合言葉はスタートアップ！」 「Welcome!!」 | ゲーム『アイドルマスター ミリオンライブ！』関連曲                                                      |
| 7月30日  | THE IDOLM@STER LIVE THE@TER HARMONY 01                                                                                     | 水瀬伊織（釘宮理恵） | 「地球ミラーボウル」 | ゲーム『アイドルマスター ミリオンライブ！』関連曲                                                      |
| 8月2日   | THE IDOLM@STER 9th ANNIVERSARY WE ARE M@STERPIECE!! 自分REST@RT ＆ SMOKY THRILL                                            | 水瀬伊織（釘宮理恵） | 「SMOKY THRILL（M@STER VERSION）」 | ゲーム『THE IDOLM@STER 2』関連曲                                                                       |
| 8月27日  | THE IDOLM@STER MASTER ARTIST 3 Prologue ONLY MY NOTE                                                                       | 765PRO ALLSTARS | 「ONLY MY NOTE（M@STER VERSION）」 「ワンフォーオール DLC2014年8月ソロ新曲メドレー」 | ゲーム『アイドルマスター ワンフォーオール』関連曲                                                      |
| 10月4日  | THE IDOLM@STER 9th ANNIVERSARY WE ARE M@STERPIECE!! We Have A Dream ＆ カーテンコール                                      | 水瀬伊織（釘宮理恵） | 「カーテンコール」 | テレビアニメ『THE IDOLM@STER』関連曲                                                                   |
| 10月8日  | THE IDOLM@STER MOVIE 輝きの向こう側へ！ BD・DVD 完全生産限定版特典CD「PERFECT IDOL THE MOVIE」                             | 水瀬伊織（釘宮理恵）、星井美希（長谷川明子）、三浦あずさ（たかはし智秋）、双海真美（下田麻美）、我那覇響（沼倉愛美） | 「MASTERPIECE -CLUB BOSSA NOVA Rearrange Mix-」 | 劇場アニメ『THE IDOLM@STER MOVIE 輝きの向こう側へ！』関連曲                                            |
| 11月19日 | レディGO ハシャGO だいしゅーGO！たまごっち！                                                                               | まめっち（釘宮理恵） | 「GO-GOたまごっち！」 | テレビアニメ『GO-GO たまごっち!』オープニングテーマ                                                    |
| 11月19日 | レディGO ハシャGO だいしゅーGO！たまごっち！                                                                               | まめっち（釘宮理恵） | 「いつかいつか」 | テレビアニメ『GO-GO たまごっち！』関連曲                                                               |
| 11月26日 | いいかげんにして、あなた〜旦那が何を言っているかわからない件〜主題歌・キャラソン                                           | カオル（田村ゆかり）、樹瀬リノ（釘宮理恵）、田中さん（新谷良子） | 「奥様のブルース」 | テレビアニメ『旦那が何を言っているかわからない件』エンディングテーマ                                   |
| 2015年   | | | | |
| 6月3日   | CREATION ReCREATION | ソラ（釘宮理恵）、春日聖（諏訪彩花） | 「CREATION ReCREATION」 | テレビアニメ『トリニティセブン』関連曲                                                                 |
| 6月3日   | CREATION ReCREATION | ソラ（釘宮理恵） | 「CREATION ReCREATION」 | テレビアニメ『トリニティセブン』関連曲                                                                 |
| 6月3日   | THE IDOLM@STER MASTER ARTIST 3 05 水瀬伊織                                                                                 | 水瀬伊織（釘宮理恵） | 「全力アイドル（M@STER VERSION）」 「七彩ボタン（M@STER VERSION）」 「カプチーノ」 「風立ちぬ」 「99 Nights（M@STER VERSION）」 「ONLY MY NOTE（M@STER VERSION）」 | ゲーム『アイドルマスター ワンフォーオール』関連曲                                                      |
| 6月24日  | THE IDOLM@STER 765PRO LIVE THE@TER COLLECTION Vol.1                                                                        | 765PRO ALLSTARS | 「Welcome!!」 | ゲーム『アイドルマスター ミリオンライブ！』関連曲                                                      |
| 7月18日  | THE IDOLM@STER M@STERS OF IDOL WORLD!!2015 M@STERPIECE ＆ 10th DJMIX                                                       | 水瀬伊織（釘宮理恵） | 「M@STERPIECE」 | 劇場アニメ『THE IDOLM@STER MOVIE 輝きの向こう側へ！』関連曲                                            |
| 7月18日  | THE IDOLM@STER LIVE THE@TER SOLO COLLECTION Vol.02                                                                         | 水瀬伊織（釘宮理恵） | 「Sentimental Venus」 | ゲーム『アイドルマスター ミリオンライブ！』関連曲                                                      |
| 8月14日  | それが声優！ E.P.スピンオフムービー主題歌集                                                                                | 釘宮理恵（釘宮理恵） | 「この世はスパイラル！」 | テレバアニメ『それが声優!』劇中歌                                                                      |
| 9月16日  | 蒼き鋼のアルペジオ -アルス・ノヴァ- “Blue Field”キャラクターSongs Vol.2                                                    | ムサシ（釘宮理恵） | 「願い」 | 劇中アニメ『蒼き鋼のアルペジオ -アルス・ノヴァ-』関連曲                                                |
| 9月30日  | THE IDOLM@STER LIVE THE@TER DREAMERS 01 Dreaming!                                                                          | MILLION ALLSTARS | 「Welcome!!」 | ゲーム『アイドルマスター ミリオンライブ！』関連曲                                                      |
| 10月28日 | パルス | TeamAA | 「パルス」 | テレビアニメ『緋弾のアリアAA』エンディングテーマ                                                       |
| 10月28日 | パルス | TeamAA | 「終末のソナタ」 | テレビアニメ『緋弾のアリアAA』関連曲                                                                   |
| 11月25日 | テレビアニメ『緋弾のアリアAA』キャラクターソング集                                                                         | 神崎・H・アリア（釘宮理恵） | 「キミの手」 | テレビアニメ『緋弾のアリアAA』関連曲                                                                   |
| 12月23日 | THE IDOLM@STER LIVE THE@TER DREAMERS 04                                                                                    | 秋月律子（若林直美）、伊吹翼（Machico）、エミリー スチュアート（郁原ゆう）、篠宮可憐（近藤唯）、我那覇響（沼倉愛美）、佐竹美奈子（大関英里）、高山紗代子（駒形友梨）、天空橋朋花（小岩井ことり）、中谷育（原嶋あかり）、水瀬伊織（釘宮理恵）                               | 「Dreaming!」 | ゲーム『アイドルマスター ミリオンライブ！』関連曲                                                      |
| 12月23日 | THE IDOLM@STER LIVE THE@TER DREAMERS 04                                                                                    | エミリー スチュアート（郁原ゆう）、水瀬伊織（釘宮理恵） | 「little trip around the world」 | ゲーム『アイドルマスター ミリオンライブ！』関連曲                                                      |
| 12月25日 | 緋弾のアリアAA Bullet.1キャラクターソングCD                                                                                | 間宮あかり（佐倉綾音）、神崎・H・アリア（釘宮理恵） | 「進め、どこまでも行け！」 | テレビアニメ『緋弾のアリアAA』関連曲                                                                   |
| 2016年   | | | | |
| 2月17日  | THE IDOLM@STER MASTER ARTIST 3 FINALE Destiny                                                                              | 765PRO ALLSTARS | 「Destiny（M@STER VERSION）」 | ゲーム『アイドルマスター ワンフォーオール』関連曲                                                      |
| 7月20日  | THE IDOLM@STER PLATINUM MASTER 00 Happy!                                                                                   | 天海春香（中村繪里子）、如月千早（今井麻美）、萩原雪歩（浅倉杏美）、水瀬伊織（釘宮理恵）、三浦あずさ（たかはし智秋）、我那覇響（沼倉愛美）、秋月律子（若林直美） | 「Happy!（M@STER VERSION）」 | ゲーム『アイドルマスター プラチナスターズ』関連曲                                                      |
| 8月17日  | THE IDOLM@STER PLATINUM MASTER 01 Miracle Night                                                                            | 天海春香（中村繪里子）、菊地真（平田宏美）、双海亜美 / 真美（下田麻美）、水瀬伊織（釘宮理恵） | 「Miracle Night（M@STER VERSION）」 | ゲーム『アイドルマスター プラチナスターズ』関連曲                                                      |
| 8月17日  | THE IDOLM@STER PLATINUM MASTER 01 Miracle Night                                                                            | 水瀬伊織（釘宮理恵）、三浦あずさ（たかはし智秋）、双海亜美（下田麻美） | 「SMOKY FRUITS」 | ゲーム『アイドルマスター プラチナスターズ』関連曲                                                      |
| 12月21日 | ガールフレンド（仮） キャラクターソングシリーズ Vol.01                                                                     | 加賀美茉莉（釘宮理恵） | 「Blooming Days」 | ゲーム『ガールフレンド（仮）』関連曲                                                                   |
| 2017年   | | | | |
| 1月27日  | THE IDOLM@STER PRODUCER MEETING 2017 765PRO ALLSTARS -Fun to the new vision!! 会場オリジナルCD MiracleResistanceアマテラス | 水瀬伊織（釘宮理恵） | 「Miracle Night（M@STER VERSION）」 | ゲーム『アイドルマスター プラチナスターズ』関連曲                                                      |
| 2月15日  | ガールフレンド（仮） キャラクターソングシリーズ Vol.02                                                                     | 加賀美茉莉（釘宮理恵） | 「Border Line」 | ゲーム『ガールフレンド（仮）』関連曲                                                                   |
| 3月29日  | THE IDOLM@STER PLATINUM MASTER ENCORE 紅白応援V                                                                            | 765PRO ALLSTARS | 「紅白応援V（ビクトリー）」 「チェリー -PRODUCER MEETING 2017 MIX-」 「団結2010 -PRODUCER MEETING 2017 MIX-」 | ライブイベント『THE IDOLM@STER PRODUCER MEETING 2017 765PRO ALLSTARS -Fun to the new vision!!-』関連曲 |
| 3月29日  | THE IDOLM@STER PLATINUM MASTER ENCORE 紅白応援V                                                                            | 秋月律子（若林直美）、水瀬伊織（釘宮理恵） | 「紅白応援V（ビクトリー）」 | ライブイベント『THE IDOLM@STER PRODUCER MEETING 2017 765PRO ALLSTARS -Fun to the new vision!!-』関連曲 |
| 6月21日  | ガールフレンド（仮） キャラクターソングシリーズ Vol.03                                                                     | メル | 「熱中夢中☆Diary」 | ゲーム『ガールフレンド（仮）』関連曲                                                                   |
| 7月26日  | THE IDOLM@STER MILLION THE@TER GENERATION 01 Brand New Theater!                                                            | 765 MILLION ALLSTARS | 「Brand New Theater!」 | ゲーム『アイドルマスター ミリオンライブ! シアターデイズ』テーマソング                                  |
| 7月26日  | THE IDOLM@STER MILLION THE@TER GENERATION 01 Brand New Theater!                                                            | 765 MILLION ALLSTARS | 「Dreaming!」 | ゲーム『アイドルマスター ミリオンライブ！ シアターデイズ』関連曲                                       |
| 8月2日   | Twin Angel Song Selection Jewelry                                                                                          | みるくちゃん（釘宮理恵） | 「ぶれいくるみるくらぶ！」 | テレビアニメ『ツインエンジェルBREAK』エンディングテーマ                                                |
| 8月2日   | Twin Angel Song Selection Jewelry                                                                                          | 葉月クルミ（釘宮理恵） | 「ロリコン！ド変態！むっつりスケベ！」 | パチスロ『ツインエンジェルBREAK』関連曲                                                                |
| 8月2日   | Twin Angel Song Selection Jewelry                                                                                          | 水無月遥（田村ゆかり）、神無月葵（能登麻美子）、葉月クルミ（釘宮理恵） | 「未完成Angel 〜we are one〜」 | パチスロ『ツインエンジェルBREAK』関連曲                                                                |
| 10月7日  | THE IDOLM@STER 765 MILLIONSTARS HOTCHPOTCH FESTIV@L!! Happy!でSHOW!                                                        | 水瀬伊織（釘宮理恵） | 「Happy!（M@STER VERSION）」 | ゲーム『アイドルマスター プラチナスターズ』関連曲                                                      |
| 11月22日 | THE IDOLM@STER MILLION THE@TER GENERATION 02 フェアリースターズ                                                            | フェアリースターズ | 「Brand New Theater!」 | ゲーム『アイドルマスター ミリオンライブ！ シアターデイズ』関連曲                                       |
| 12月22日 | THE IDOLM@STER MASTER PRIMAL POPPIN' YELLOW                                                                                | 星井美希（長谷川明子）、萩原雪歩（浅倉杏美）、水瀬伊織（釘宮理恵）、三浦あずさ（たかはし智秋） | 「虹のデスティネーション」 | ゲーム『アイドルマスター』関連曲                                                                       |
| 12月22日 | THE IDOLM@STER MASTER PRIMAL POPPIN' YELLOW                                                                                | 星井美希（長谷川明子）、水瀬伊織（釘宮理恵） | 「始めのDon't worry」 | ゲーム『アイドルマスター』関連曲                                                                       |
| 12月22日 | THE IDOLM@STER STELLA MASTER 00 ToP!!!!!!!!!!!!!                                                                           | 765PRO ALLSTARS | 「ToP!!!!!!!!!!!!!（M@STER VERSION）」 | ゲーム『アイドルマスター ステラステージ』テーマソング                                                  |
| 12月22日 | OVER THE SKY 〜GRANBLUE FANTASY〜                                                                                          | グラン（小野友樹）、ジータ（金元寿子）、ルリア（東山奈央）、ビィ（釘宮理恵） | 「OVER THE SKY」 | ゲーム『グランブルーファンタジー』関連曲                                                               |
| 12月22日 | OVER THE SKY 〜GRANBLUE FANTASY〜                                                                                          | パワー特化型ビィ（釘宮理恵） | 「黒ビィんの翼」 | ゲーム『グランブルーファンタジー』関連曲                                                               |
| 2018年   | | | | |
| 1月6日   | THE IDOLM@STER ニューイヤーライブ!! 初星宴舞 会場オリジナルCD                                                              | 水瀬伊織（釘宮理恵） | 「SMOKY FRUITS」 | ゲーム『アイドルマスター プラチナスターズ』関連曲                                                      |
| 1月6日   | THE IDOLM@STER ニューイヤーライブ!! 初星宴舞 会場オリジナルCD                                                              | 水瀬伊織（釘宮理恵）、星井美希（長谷川明子）、四条貴音（原由実） | 「99 Nights（M@STER VERSION）」 | ゲーム『アイドルマスター ワンフォーオール』関連曲                                                      |
| 1月24日  | スクールガールストライカーズ 〜トゥインクルメロディーズ〜 Melody Collection                                                | ビスケット・シリウス | 「ハートビーツ」 | ゲーム『スクールガールストライカーズ トゥインクルメロディーズ』関連曲                                  |
| 3月14日  | THE IDOLM@STER STELLA MASTER 02 星彩ステッパー                                                                             | 水瀬伊織（釘宮理恵）、双海亜美 / 真美（下田麻美）、星井美希（長谷川明子） | 「星彩ステッパー（M@STER VERSION）」 | ゲーム『アイドルマスター ステラステージ』関連曲                                                        |
| 4月4日   | THE IDOLM@STER MILLION LIVE! M@STER SPARKLE 08                                                                             | 765 MILLION ALLSTARS | 「Brand New Theater!」 | ゲーム『アイドルマスター ミリオンライブ！ シアターデイズ』関連曲                                       |
| 6月13日  | THE IDOLM@STER STELLA MASTER ENCORE shy→shining                                                                            | 765PRO ALLSTARS | 「shy→shining（M@STER VERSION）」 | ゲーム『アイドルマスター ステラステージ』関連曲                                                        |
| 6月13日  | THE IDOLM@STER STELLA MASTER ENCORE shy→shining                                                                            | 水瀬伊織（釘宮理恵） | 「shy→shining（M@STER VERSION）」 | ゲーム『アイドルマスター ステラステージ』関連曲                                                        |
| 8月4日   | THE IDOLM@STER PRODUCER MEETING 2018 What is TOP!!!!!!!!!!!!!? 会場オリジナルCD                                            | 水瀬伊織（釘宮理恵） | 「星彩ステッパー（M@STER VERSION）」 | ゲーム『アイドルマスター ステラステージ』関連曲                                                        |
| 8月17日  | スクールガールストライカーズ 〜トゥインクルメロディーズ〜 Melody Collection Vol.2                                          | 灰島華賀利（釘宮理恵）、降神小織（照井春佳） | 「Sweet Switch」 | ゲーム『スクールガールストライカーズ トゥインクルメロディーズ』関連曲                                  |
| 2019年   | | | | |
| 1月9日   | THE IDOLM@STER 初星-mix | 765PRO ALLSTARS | 「THE IDOLM@STER 初星-mix」 | ライブイベント『THE IDOLM@STER ニューイヤーライブ!! 初星宴舞』関連曲                                   |
| 1月30日  | THE IDOLM@STER ニューイヤーライブ!! 初星宴舞 LIVE Blu-ray 絢爛装丁版 特典CD                                                | 765PRO ALLSTARS | 「THE IDOLM@STER 初星-mix ロングイントロver.」 | ライブイベント『THE IDOLM@STER ニューイヤーライブ!! 初星宴舞』関連曲                                   |
| 6月26日  | THE IDOLM@STER MILLION THE@TER GENERATION 18 765PRO ALLSTARS                                                               | 765PRO ALLSTARS | 「LEADER!!」 「Brand New Theater!」 | ゲーム『アイドルマスター ミリオンライブ！ シアターデイズ』関連曲                                       |
| 7月24日  | THE IDOLM@STER MILLION THE@TER WAVE 01 Flyers!!!                                                                           | 765 MILLION ALLSTARS | 「Flyers!!!」 | ゲーム『アイドルマスター ミリオンライブ！ シアターデイズ』関連曲                                       |
| 9月25日  | THE IDOLM@STER MILLION THE@TER WAVE 03                                                                                     | Xs | 「ラビットファー」 「Dreamy Dream」 | ゲーム『アイドルマスター ミリオンライブ！ シアターデイズ』関連曲                                       |
| 2020年   | | | | |
| 4月28日  | ファンタシースターオンライン2 エピソード・オラクル キャラクターソングCD                                                    | 【双子】（釘宮理恵） | 「凶遊園」 | テレビアニメ『ファンタシースターオンライン2 エピソード・オラクル』関連曲                               |
| 8月5日   | ひらいて☆ミュージックゲート                                                                                                | ゆに（釘宮理恵） | 「ユカイハジマレ」 | テレビアニメ『ミュークルドリーミー』関連曲                                                             |
| 8月26日  | THE IDOLM@STER MILLION THE@TER WAVE 10 Glow Map                                                                            | 765 MILLION ALLSTARS | 「Glow Map」 | ゲーム『アイドルマスター ミリオンライブ！ シアターデイズ』関連曲                                       |
| 2021年   | | | | |
| 6月16日  | THE IDOLM@STER MASTER ARTIST 4 12 水瀬伊織                                                                                 | 水瀬伊織（釘宮理恵） | 「ソナー」 「やさしい気持ち」 「あたしを彼女にしたいなら」 「マジで…!?」 「New Me, Continued」 | 『アイドルマスター』関連曲                                                                             |
| 7月28日  | THE IDOLM@STER MILLION THE@TER SEASON Harmony 4 You                                                                        | 765 MILLION ALLSTARS | 「Harmony 4 You」 | ゲーム『アイドルマスター ミリオンライブ！ シアターデイズ』関連曲                                       |
| 7月28日  | THE IDOLM@STER MILLION THE@TER SEASON Harmony 4 You                                                                        | 765PRO ALLSTARS | 「EVERYDAY STARS!!」 | ゲーム『アイドルマスター ミリオンライブ！ シアターデイズ』関連曲                                       |
| 10月6日  | THE IDOLM@STER STARLIT SEASON 00 GR@TITUDE                                                                                 | Project LUMINOUS | 「GR@TITUDE」 | ゲーム『アイドルマスター スターリットシーズン』テーマソング                                            |
| 10月6日  | THE IDOLM@STER STARLIT SEASON 00 GR@TITUDE 日本コロムビア盤                                                                | 765PRO ALLSTARS | 「GR@TITUDE」 | ゲーム『アイドルマスター スターリットシーズン』テーマソング                                            |
| 10月27日 | THE IDOLM@STER MILLION THE@TER SEASON BRIGHT DIAMOND                                                                       | 水瀬伊織（釘宮理恵）、宮尾美也（桐谷蝶々）、春日未来（山崎はるか）、桜守歌織（香里有佐）、周防桃子（渡部恵子） | 「シークレットジュエル 〜魅惑の金剛石〜」 | ゲーム『アイドルマスター ミリオンライブ！ シアターデイズ』関連曲                                       |
| 10月27日 | THE IDOLM@STER MILLION THE@TER SEASON BRIGHT DIAMOND                                                                       | BRIGHT DIAMOND | 「ダイヤモンド・クラリティ」 「Harmony 4 You」 | ゲーム『アイドルマスター ミリオンライブ！ シアターデイズ』関連曲                                       |
| 12月1日  | THE IDOLM@STER STARLIT SEASON 01                                                                                           | Project LUMINOUS | 「THE IDOLM@STER」 | ゲーム『アイドルマスター スターリットシーズン』関連曲                                                  |
| 12月1日  | THE IDOLM@STER STARLIT SEASON 01                                                                                           | 765PRO ALLSTARS、MILLIONSTARS | 「Thank you!」 | ゲーム『アイドルマスター スターリットシーズン』関連曲                                                  |
| 12月1日  | THE IDOLM@STER STARLIT SEASON 01                                                                                           | 765PRO ALLSTARS、シャイニーカラーズ | 「Spread the Wings!!」 | ゲーム『アイドルマスター スターリットシーズン』関連曲                                                  |
| 12月1日  | THE IDOLM@STER STARLIT SEASON 01                                                                                           | 天海春香（中村繪里子）、水瀬伊織（釘宮理恵）、菊地真（平田宏美）、我那覇響（沼倉愛美）、安部菜々（三宅麻理恵）、双葉杏（五十嵐裕美）、春日未来（山崎はるか）、大崎甘奈（黒木ほの香）、大崎甜花（前川涼子）、奥空心白（田中あいみ）                                         | 「SESSION!」 | ゲーム『アイドルマスター スターリットシーズン』関連曲                                                  |
| 2022年   | | | | |
| 1月19日  | THE IDOLM@STER STARLIT SEASON 02                                                                                           | 765PRO ALLSTARS、シャイニーカラーズ | 「READY!!」 | ゲーム『アイドルマスター スターリットシーズン』関連曲                                                  |
| 1月19日  | THE IDOLM@STER STARLIT SEASON 02                                                                                           | 765PRO ALLSTARS、CINDERELLA GIRLS、MILLIONSTARS | 「Brand New Theater!」 | ゲーム『アイドルマスター スターリットシーズン』関連曲                                                  |
| 1月27日  | アイドルマスター ミリオンライブ！ Blooming Clover 第10巻限定版 オリジナルCD                                                | 水瀬伊織（釘宮理恵）、永吉昴（斉藤佑圭） | 「DIAMOND」 | 漫画『アイドルマスター ミリオンライブ！ Blooming Clover』関連曲                                        |
| 3月2日   | THE IDOLM@STER STARLIT SEASON 03                                                                                           | 765PRO ALLSTARS、MILLIONSTARS | 「UNION!!」 | ゲーム『アイドルマスター スターリットシーズン』関連曲                                                  |
| 4月13日  | THE IDOLM@STER STARLIT SEASON 04                                                                                           | 765PRO ALLSTARS | 「IDOL☆HEART」 | ゲーム『アイドルマスター スターリットシーズン』関連曲                                                  |
| 4月13日  | THE IDOLM@STER STARLIT SEASON 04                                                                                           | 天海春香（中村繪里子）、水瀬伊織（釘宮理恵）、菊地真（平田宏美）、我那覇響（沼倉愛美）、安部菜々（三宅麻理恵）、双葉杏（五十嵐裕美）、春日未来（山崎はるか）、田中琴葉（種田梨沙）、大崎甘奈（黒木ほの香）、大崎甜花（前川涼子）、奥空心白（田中あいみ）、詩花（高橋李依） | 「KAWAII ウォーズ」 | ゲーム『アイドルマスター スターリットシーズン』関連曲                                                  |
| 4月13日  | THE IDOLM@STER STARLIT SEASON 04                                                                                           | Project LUMINOUS、DIAMANT | 「GR＠TITUDE」 | ゲーム『アイドルマスター スターリットシーズン』関連曲                                                  |
| 4月13日  | THE IDOLM@STER STARLIT SEASON 04                                                                                           | 765PRO ALLSTARS、奥空心白（田中あいみ）、亜夜（日高里菜） | 「なんどでも笑おう」 | ゲーム『アイドルマスター スターリットシーズン』関連曲                                                  |
| 7月9日   | THE IDOLM@STER LIVE THE@TER SOLO COLLECTION 10 765PRO ALLSTARS                                                             | 水瀬伊織（釘宮理恵） | 「ラビットファー」 | ゲーム『アイドルマスター ミリオンライブ！ シアターデイズ』関連曲                                       |
| 7月9日   | THE IDOLM@STER 765PRO ALLSTARS LIVE SUNRICH COLORFUL コロムビア会場オリジナルCD                                            | 水瀬伊織（釘宮理恵） | 「虹のデスティネーション」 | ゲーム『アイドルマスター』関連曲                                                                       |
| 7月18日  | 異世界混合大舞踏会 | 星野源 / コーラス：図鑑坊（釘宮理恵）、一反木綿（下野紘）、山彦（杉田智和） | 「異世界混合大舞踏会 (feat.おばけ)」 | 映画『ゴーストブック おばけずかん』主題歌                                                              |
| 7月27日  | THE IDOLM@STER MILLION THE@TER SEASON 夢にかけるRainbow                                                                    | 765 MILLION ALLSTARS | 「夢にかけるRainbow」 | ゲーム『アイドルマスター ミリオンライブ！ シアターデイズ』関連曲                                       |
| 7月27日  | THE IDOLM@STER MILLION THE@TER SEASON 夢にかけるRainbow                                                                    | フェアリースターズ | 「夢にかけるRainbow」 | ゲーム『アイドルマスター ミリオンライブ！ シアターデイズ』関連曲                                       |
| 8月31日  | THE IDOLM@STER MILLION LIVE! M@STER SPARKLE2 08                                                                            | 水瀬伊織（釘宮理恵） | 「ピンクローズアプローズ」 | ゲーム『アイドルマスター ミリオンライブ！ シアターデイズ』関連曲                                       |
| 12月14日 | THE IDOLM@STER MILLION THE@TER VARIETY 02                                                                                  | 765 MILLION ALLSTARS | 「Brand New Theater! 〜Brand New Year Ver.〜」 | ゲーム『アイドルマスター ミリオンライブ！ シアターデイズ』関連曲                                       |
| 2023年   | | | | |
| 2月11日  | THE IDOLM@STER M@STERS OF IDOL WORLD!!!!! 2023 なんどでも笑おう                                                            | 765PRO ALLSTARS | 「なんどでも笑おう」 | 「アイドルマスターシリーズ」関連曲                                                                     |
| 2月11日  | THE IDOLM@STER M@STERS OF IDOL WORLD!!!!! 2023 なんどでも笑おう                                                            | 水瀬伊織（釘宮理恵） | 「なんどでも笑おう」 | 「アイドルマスターシリーズ」関連曲                                                                     |
| 3月23日  | THE IDOLM@STER 765 MILLION ALLSTARS BEST                                                                                   | 765 MILLION ALLSTARS | 「Thank You!（765 MILLION ALLSTARS ver.）」 「夢にかけるRainbow（Brand New Ver.）」 「Crossing!」 | ゲーム『アイドルマスター ミリオンライブ！ シアターデイズ』関連曲                                       |
| 7月26日  | THE IDOLM@STER 765PRO LIVE THE@TER COLLECTION Vol.2                                                                        | 765PRO ALLSTARS | 「Dreaming!」 「UNION!!」 「Flyers!!!」 「Glow Map」 「Harmony 4 You」 「夢にかけるRainbow」 | ゲーム『アイドルマスター ミリオンライブ！ シアターデイズ』関連曲                                       |
| 7月26日  | THE IDOLM@STER MILLION LIVE! グッドサイン                                                                                  | 765 MILLION ALLSTARS | 「グッドサイン」 | ゲーム『アイドルマスター ミリオンライブ！ シアターデイズ』関連曲                                       |
| 7月26日  | THE IDOLM@STER MILLION LIVE! グッドサイン                                                                                  | 765PRO ALLSTARS | 「グッドサイン」 | ゲーム『アイドルマスター ミリオンライブ！ シアターデイズ』関連曲                                       |
| 9月27日  | THE IDOLM@STER MILLION THE@TER VARIETY 04                                                                                  | 舞浜歩（戸田めぐみ）、水瀬伊織（釘宮理恵）、高山紗代子（駒形友梨）、永吉昴（斉藤佑圭）、百瀬莉緒（山口立花子） | 「Dance in the Light」 | ゲーム『アイドルマスター ミリオンライブ！ シアターデイズ』関連曲                                       |
| 2024年   | | | | |
| 2月21日  | THE IDOLM@STER MILLION ANIMATION THE@TER START THE DREAM                                                                   | 765 MILLIONSTARS | 「READY!!（Anime ver.）」 | テレビアニメ『アイドルマスター ミリオンライブ！』挿入歌                                                |
| 4月16日  | 旦那様とのラブラブ・ラブソング                                                                                             | フェンリース（釘宮理恵） | 「旦那様とのラブラブ・ラブソング」 | テレビアニメ『Lv2からチートだった元勇者候補のまったり異世界ライフ』オープニングテーマ                  |
| 4月24日  | THE IDOLM@STER MILLION C@STING 04 銀のテーブル木苺ジャム                                                                   | 水瀬伊織（釘宮理恵）、最上静香（田所あずさ）、矢吹可奈（木戸衣吹）、松田亜利沙（村川梨衣）、菊地真（平田宏美） | 「銀のテーブル木苺ジャム」 | ゲーム『アイドルマスター ミリオンライブ！ シアターデイズ』関連曲                                       |
| 7⽉31⽇  | THE IDOLM@STER MILLION LIVE! 7Days A Week!!                                                                                | 765 MILLION ALLSTARS | 「7Days A Week!!」 「DIAMOND DAYS」 | ゲーム『アイドルマスター ミリオンライブ！ シアターデイズ』関連曲                                       |
| 7⽉31⽇  | THE IDOLM@STER MILLION LIVE! 7Days A Week!!                                                                                | 水瀬伊織（釘宮理恵）、最上静香（田所あずさ）、矢吹可奈（木戸衣吹）、松田亜利沙（村川梨衣）、菊地真（平田宏美） | 「DIAMOND DAYS」 | ゲーム『アイドルマスター ミリオンライブ！ シアターデイズ』関連曲                                       |
| 7⽉31⽇  | THE IDOLM@STER LIVE THE@TER SOLO COLLECTION 「DIAMOND DAYS」 765PRO ALLSTARS                                               | 水瀬伊織（釘宮理恵） | 「DIAMOND DAYS」 | ゲーム『アイドルマスター ミリオンライブ！ シアターデイズ』関連曲                                       |
| 10月23日 | メメントモリ Lament Collection Vol.2                                                                                       | マチルダ（釘宮理恵） | 「光の海」 | ゲーム『メメントモリ』キャラクター専用曲                                                               |
| 2025年   | | | | |
| 1月29日  | THE IDOLM@STER MILLION MOVEMENT OF ASTROLOGIA 03 Stellar Light                                                             | 四条貴音（原由実）、萩原雪歩（浅倉杏美）、天海春香（中村繪里子）、水瀬伊織（釘宮理恵） | 「Stellar Light」 | ゲーム『アイドルマスター ミリオンライブ！ シアターデイズ』関連曲                                       |